# Argentína
Argentína, hivatalos nevén: Argentin Köztársaság (spanyolul: República Argentina) dél-amerikai ország. Délről és nyugatról Chile, északról Bolívia és Paraguay, északkeletről Brazília és Uruguay, keletről pedig az Atlanti-óceán határolja.
A Föld nyolcadik legnagyobb területű állama, de népessége 2022-ben nem érte el az 50 millió főt. 17 fő/km² népsűrűsége jóval elmarad a 60 fő/km² világátlagtól. Fővárosa és egyben legnagyobb városa Buenos Aires; a népesség mintegy egyharmada itt koncentrálódik.
A 20. század elején a világ egyik leggazdagabb országa volt. Az országot a század közepéig az Európából, mindenekelőtt az Olaszországból és Spanyolországból érkező bevándorlás formálta. Azóta a legfontosabb politikai szakaszok a peronizmus  (1946–1955; 1973–1976), katonai diktatúra (főleg 1976–1983), a redemokratizálódás (1983 után) és az 1980-as évektől a válságok sorozata.
Az alábbi nemzetközi szervezeteknek a tagja: ENSZ, MERCOSUR, Dél-amerikai Nemzetek Uniója, Kereskedelmi Világszervezet, G20.
Egyike annak a húsz országnak, amelyek jelen vannak az Antarktiszon, és állandó bázissal rendelkeznek ott.

## Neve
Az ország neve a latin argentum szóra vezethető vissza, amely ezüstöt jelent.
Az „Argentina” név a spanyol nyelvből (argento) származik; maga az elnevezés azonban nem spanyol, hanem olasz eredetű, azt jelenti, hogy „ezüstből készült, ezüst színű”.
Nevét a hódító felfedezések korában, a 16. században kapta, mivel az ottani indiánok kincsként ezüstöt tartottak, és a hódítók abban reménykedtek, hogy jelentős mennyiséget találnak itt belőle.
Argentínát először az Ezüsthegység legendájával hozták kapcsolatba, amely széles körben elterjedt a La Plata-medence első európai felfedezői között.
A régió első, Argentína szóval történő leírását egy 1536-os velencei térképen találjuk.
A nevet valószínűleg először a velencei és genovai hajósok adták neki.

## Fekvése, határai, extremitások

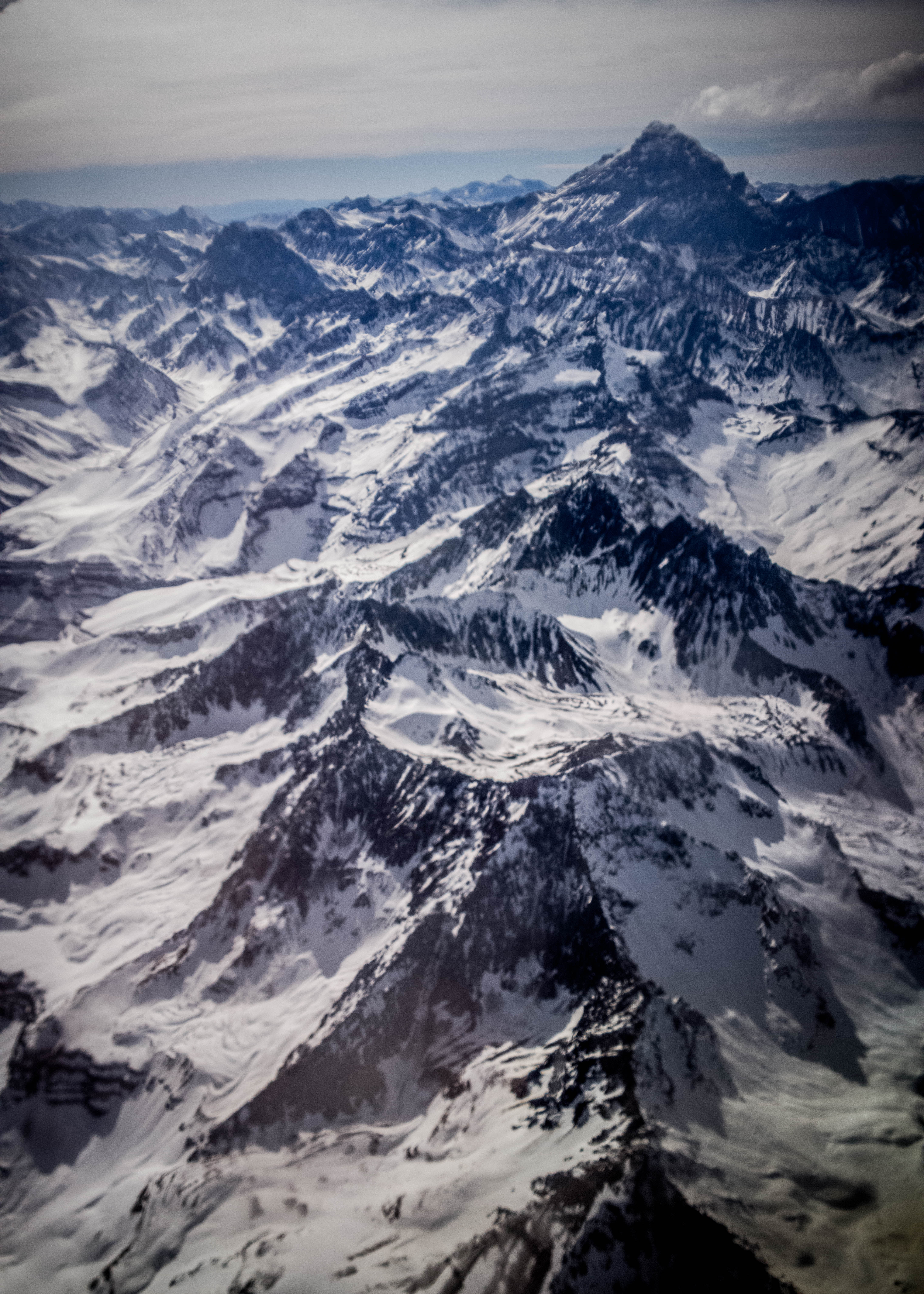
Az Aconcagua az Ázsián kívüli világ legmagasabb csúcsa 6960 méteres tengerszint feletti magassággal

Dél-Amerika elkeskenyedő déli részének keleti oldalán, az Andok hegylánca és az Atlanti-óceán között helyezkedik el. Keletről az Atlanti-óceán, nyugatról Chile, északról Bolívia és Paraguay, északkeleten pedig Brazília és Uruguay határolja. Szárazföldi határainak hossza 9376 km, a tengerpartiaké 5117 km.
Észak-déli irányú kiterjedése (a déli szigetekkel együtt) 3710 km, legnagyobb átmérője a 27° déli szélesség mentén 1460 km, a 40. foknál 800 km, míg az 50.-nél már csak 400 km.
Az ország legészakibb pontja Jujuy tartományban, a Río Grande de San Juan és a Mojinete folyók összefolyásánál van (déli szélesség 21°46'), legdélebbi kiszögellése a Tűzföld-sziget déli partján található fekvő San Pío-fok (55° 03').
Legnyugatibb pontja délen, az Argentino-tónál van (nyugati hosszúság 73° 35'), a legkeletibb északon, Misiones tartományban, Bernardo de Irigoyen város mellett van (nyugati hosszúság 53° 39').
Az ország legmagasabb pontja az Aconcagua csúcsa Mendoza tartományban (6959 méter), ez egyben a nyugati és a déli félteke legmagasabb pontja is.
A legalacsonyabb pont a Laguna del Carbón a San Julián depresszió területén található Santa Cruz tartományban, 105 méterrel a tengerszint alatt, ez egyben a nyugati, illetve a déli félteke legalacsonyabb pontja is, és a hetedik legalacsonyabb terület a földön.

## Földrajz

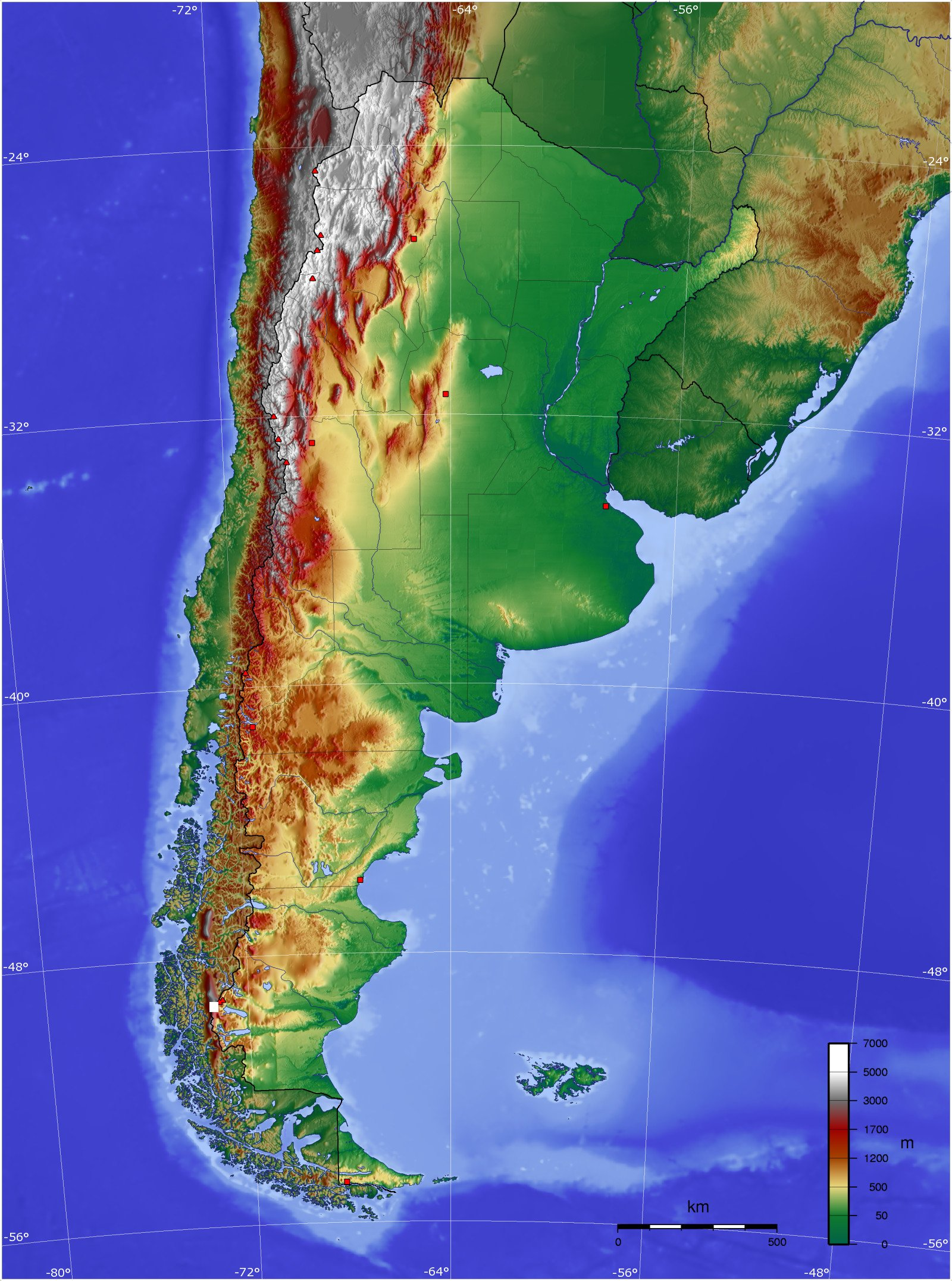
Domborzati térkép
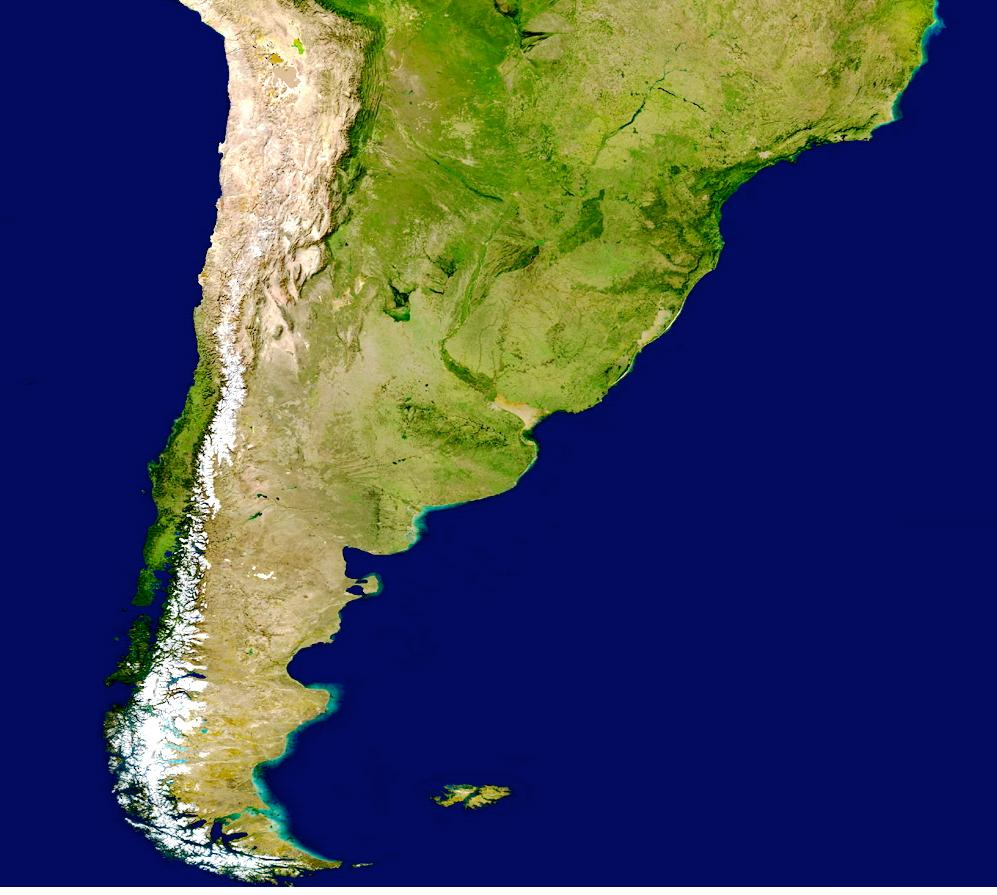
Műholdas kép

### Domborzat
Hatalmas kiterjedése miatt az ország felszíne igen változatos. Három nagy tájegysége:
- Paraná-alföld vagy La Platá-alföld: az északi határ és a Río Colorado, illetve az Atlanti-óceán és az Andok előhegyei, a Monte vidékéig terjedő, 250 m tengerszint feletti magasságot sehol sem meghaladó síkság. Az alföld helyén található tengeröblöt a harmadidőszak végén a Brazil felföldről és az Andokból lefutó folyók töltötték fel, majd felszínét a negyedidőszakban lösz borította. Argentína legnagyobb és legjelentősebb nagytája. Éghajlata és növényzete alapján három résztájra osztható:
  - Pampa: a terület déli része, mérsékelt övi sztyepp. A nedves pampa (Buenos Aires tágabb körzete) a föld legkiválóbb gabonatermő tájai közé tartozik. Eredetileg ez a vidék is fátlan volt, jelenleg az utak mentén és a településeken az ember által messziről hozott fafajták élnek. A belső, szárazabb vidékeken (száraz pampa) nagyarányú állattenyésztés folyik. Az asztalsimaságú Pampa két szigethegye a Serra del Tandil és a Serra de la Ventana.
  - Gran Chaco: A kelet felé lejtő, egyenetlen síkság északon a Paraná és az Andok között terül el; szubtrópusi sztyepp. A Gran Chaco viszonylag száraz vidék, ingadozó vízjárású folyókkal, lefolyástalan tavakkal. Gyakori a tövises bozót. Jellegzetes fája a quebracho.
  - Argentin Mezopotámia: a Paraná és az Uruguay folyók közti terület. Délen mocsaras, északkeleten, Misiones tartomány területén már a Brazil-felföld része dombos, trópusi jellegű esőerdő. Jellegzetes növénye a yerba, melyből az argentin nemzeti ital, a maté-tea készül.
- Hegyvidék Bolíviától Tűzföldig: két része a Száraz- vagy Belső Pampa (Monte) és az Andok keleti része, a Keleti-Kordillera és a Nyugati-Kordillera kis része. A száraz hegyvidékek völgyeiben a magas hegyek olvadékvizeiből táplálkozó folyók alakítanak ki oázisokat. Ezek némelyike kiváló szőlőtermő terület. A gyümölcstermesztés is nagyarányú. Északon Jujuy tartomány már az Andok magas központi fennsíkján, az Altiplanón fekszik. Délebbre, a Patagóniát nyugatról határoló hegyvidéken nagy gleccsertavak alakultak ki: az Argentino-tó, a Viedma-tó és mások. Ezek környezete helyi fajtákból álló örökzöld erdő. A folyókban lazac és pisztráng él.
- Patagónia: táblás vidék a Río Coloradótól déli irányba egészen a Tűzföldig. Magassága 100–1500 m között változik. Az Andokból az Atlanti-óceánba tartó folyók tagolják. Mivel a csapadékot hozó nyugati szeleket az Andok árnyékolja, viszonylag száraz az éghajlata. Délre haladva egyre hűvösebb, de az óceán közelsége óvja a szélsőségektől. A köves, sovány talajon nagybirtokok alakultak ki. A népsűrűség itt alacsony. Egészen délen, a Tűzföldön több a csapadék, örökzöld erdők alakultak ki.

Argentína legmagasabb pontja a 6962 m magas Cerro Aconcagua.

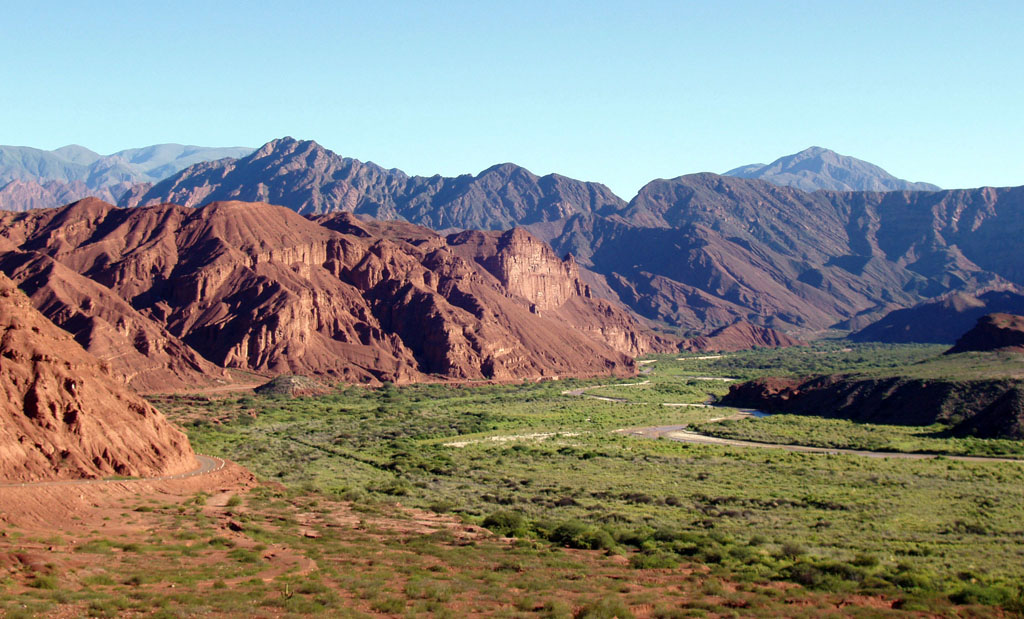
Calchaquies-völgy, Salta
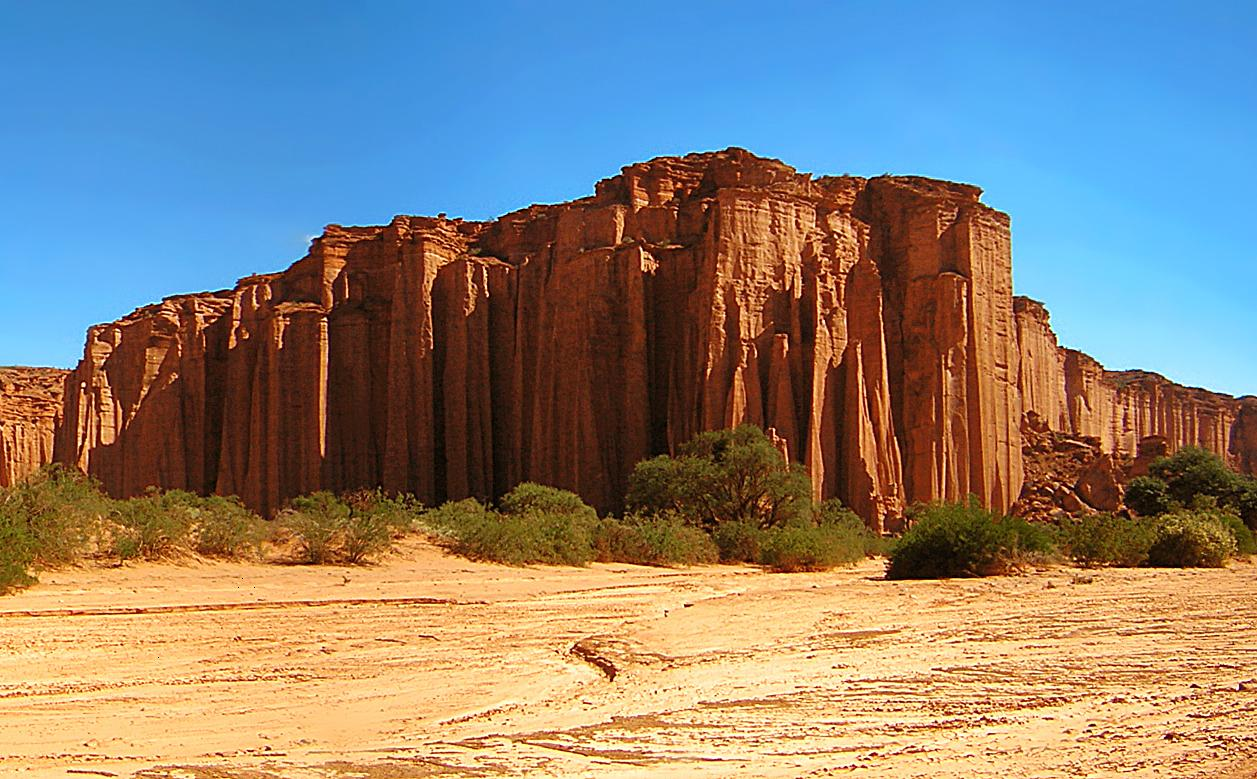
Sivatagi táj a Talampaya Nemzeti Parkban
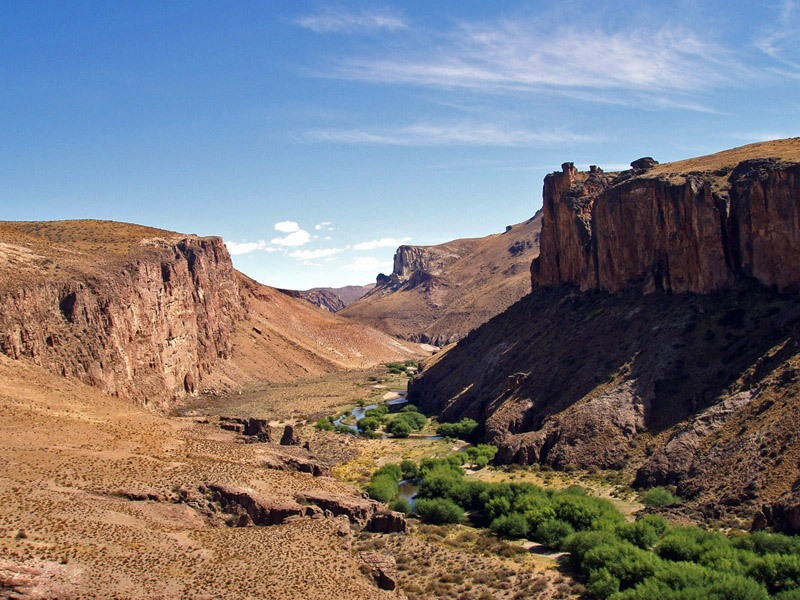
Rio Pinturas kanyonja
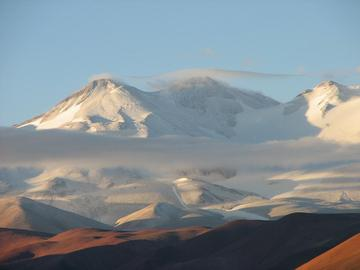
Monte Pissis
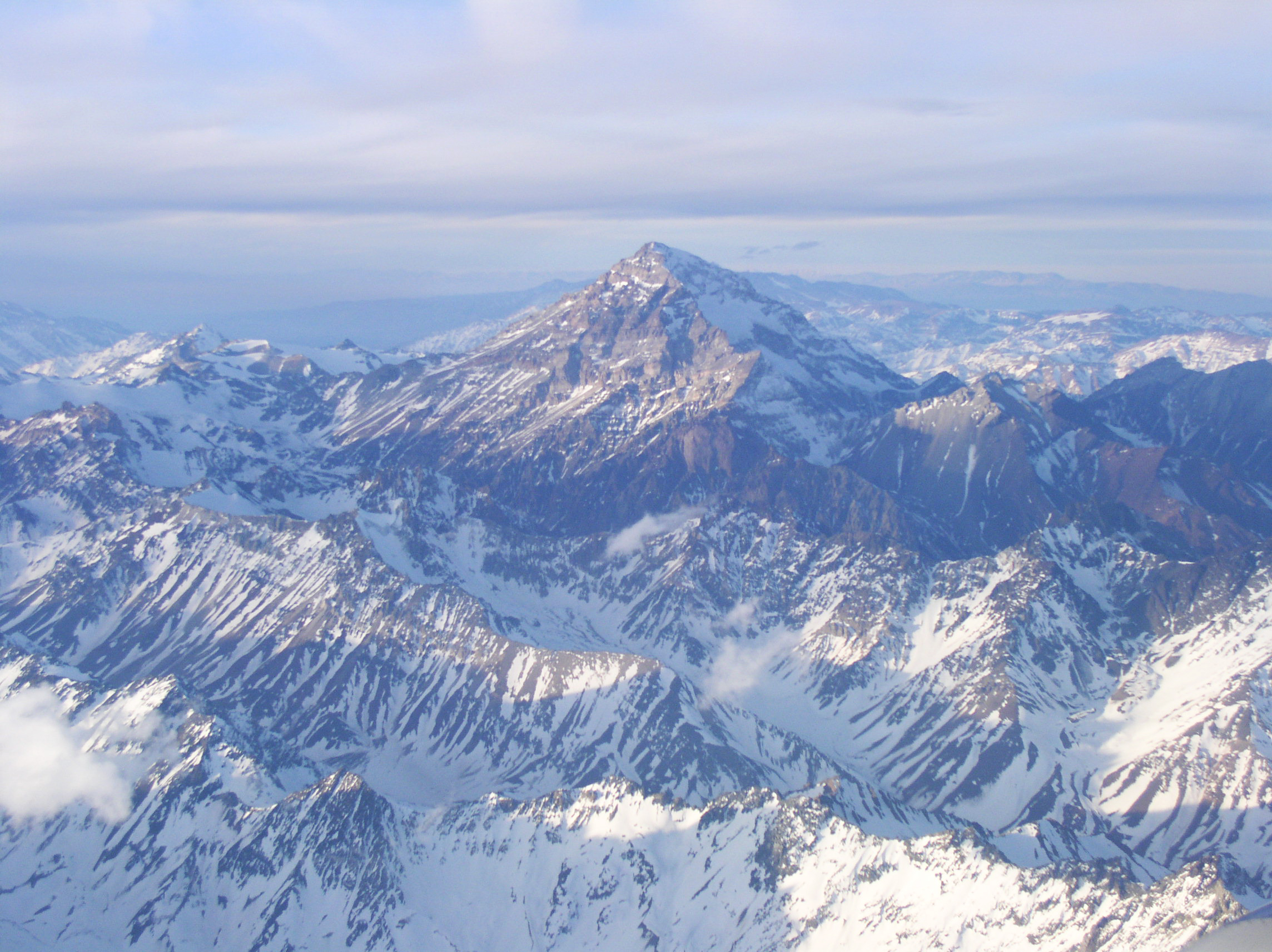
Aconcagua-hegység

### Vízrajz
Legnagyobb folyói: Paraná, Bermejo, Iguazú, Río Negro vagy Fekete-folyó, Salado, Senguerr, Chubut, Santa Cruz, Pilcomayo, Río de la Plata, Paraguay, Uruguay.

### Éghajlat
Nagy észak–déli kiterjedése és magasságkülönbségei miatt Argentínában nagyon változatos az éghajlat. Az éghajlat általában mérsékelt égövi, a szubtrópusi északtól a szubpoláris délig terjed. Az ország északi része nagyon meleg, száraz nyarak váltakoznak valamivel nedvesebb telekkel. Argentína középső részén a forró nyarakat zivatarok törik meg. A telek hidegek. Argentína nyugati részén a jégeső sem ritka. Délebbre a nyár hűvösebb, a hideg teleken erős a havazás, különösen a hegyvidékeken. A csapadékot hozó nyugati szeleket az Andok árnyékolja, ezért Argentína nagy részén kevés a csapadék. A hegységek elzárt medencéiben félsivatagi körülmények uralkodnak.

### Növény- és állatvilág
Itt él az argentin tapír. Az Andok magasabb szintjein csak szárazságtűrő füvek és cserjék maradnak meg, de az alacsonyabb lejtőkön sűrű bükk és fenyőerdők vannak. A láma Pampákon élő megfelelője a guanakó, a struccé a nandu. Az Andokban megtalálható a láma, a puma és a kondorkeselyű, az erdőkben a jaguár és az arapapagáj, mocsarakban a kajmán.
Délen a tűzföldi Beagle csatorna apró szigetei a pingvinek, kormoránok és a különféle fókák lakóhelye.
| Képgaléria az élővilágról |
| --- |
| - Vikunya - Guanakó - Puma - Yacare kajmán - Nagy mara - Patagóniai bűzösborz - Gyapjas armadilló - Nutria - Törpe tatu - Dél-amerikai medvefóka - Andoki kondor - Jaguár - Huemul - Magellán-harkály |

### Nemzeti parkok

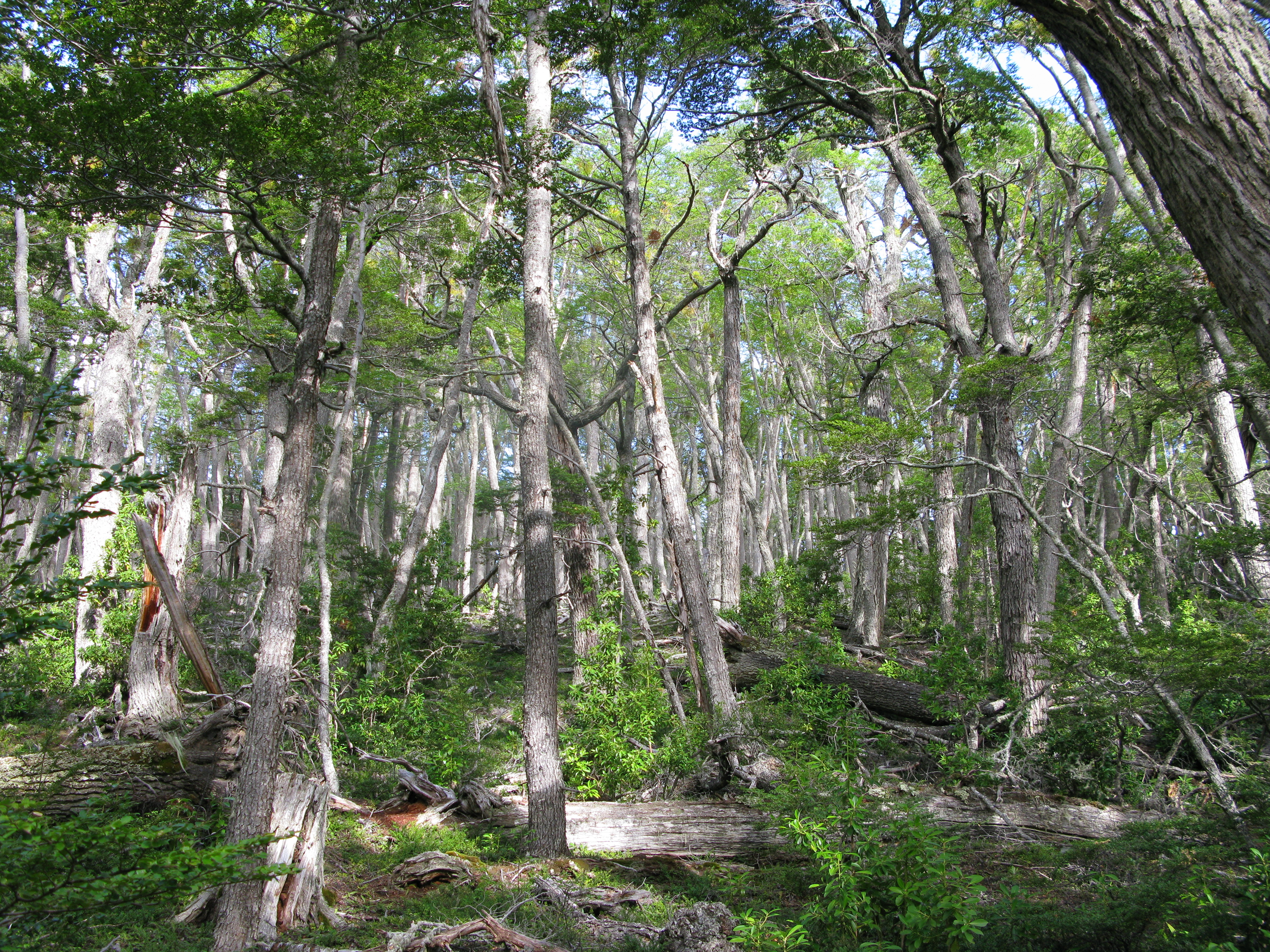
Tierra del Fuego (Tűzföld) Nemzeti Park erdeje

Argentína nagy kiterjedése és természeti változatossága miatt itt lehetetlen felsorolni minden természetvédelmi területet. Az UNESCO világörökség listáján az alábbi nemzeti parkok találhatók:
- Los Glaciares Nemzeti Park
- Iguazú Nemzeti Park
- Valdés-félsziget
- Ischigualasto és Talampaya Nemzeti Park
- Los Alerces Nemzeti Park

### Argentína tengerentúli területe
Argentin antarktiszi terület:
- Terület: 1 230 000 km²
- Népesség: a tudományos kutatóállomás személyzete (télen-nyáron változó létszámmal).

Az argentin parlament döntése alapján az ország 1943 óta jogot formál az Antarktisz egy részére, nevezetesen a déli szélesség 60°-tól délre eső, nyugati hosszúság 74° és 25° közötti területére, amelyet Argentin Antarktisznak neveztek el. Az argentin közigazgatás szerint 1992 óta ide tartozik a brit fennhatóság alatt álló Falkland-szigetek (Islas Malvinas), a Déli-Orkney-szigetek (Orcadas), valamint a Déli-Georgia és Déli-Sandwich-szigetek is.

## Történelem

### A gyarmatosítás előtt

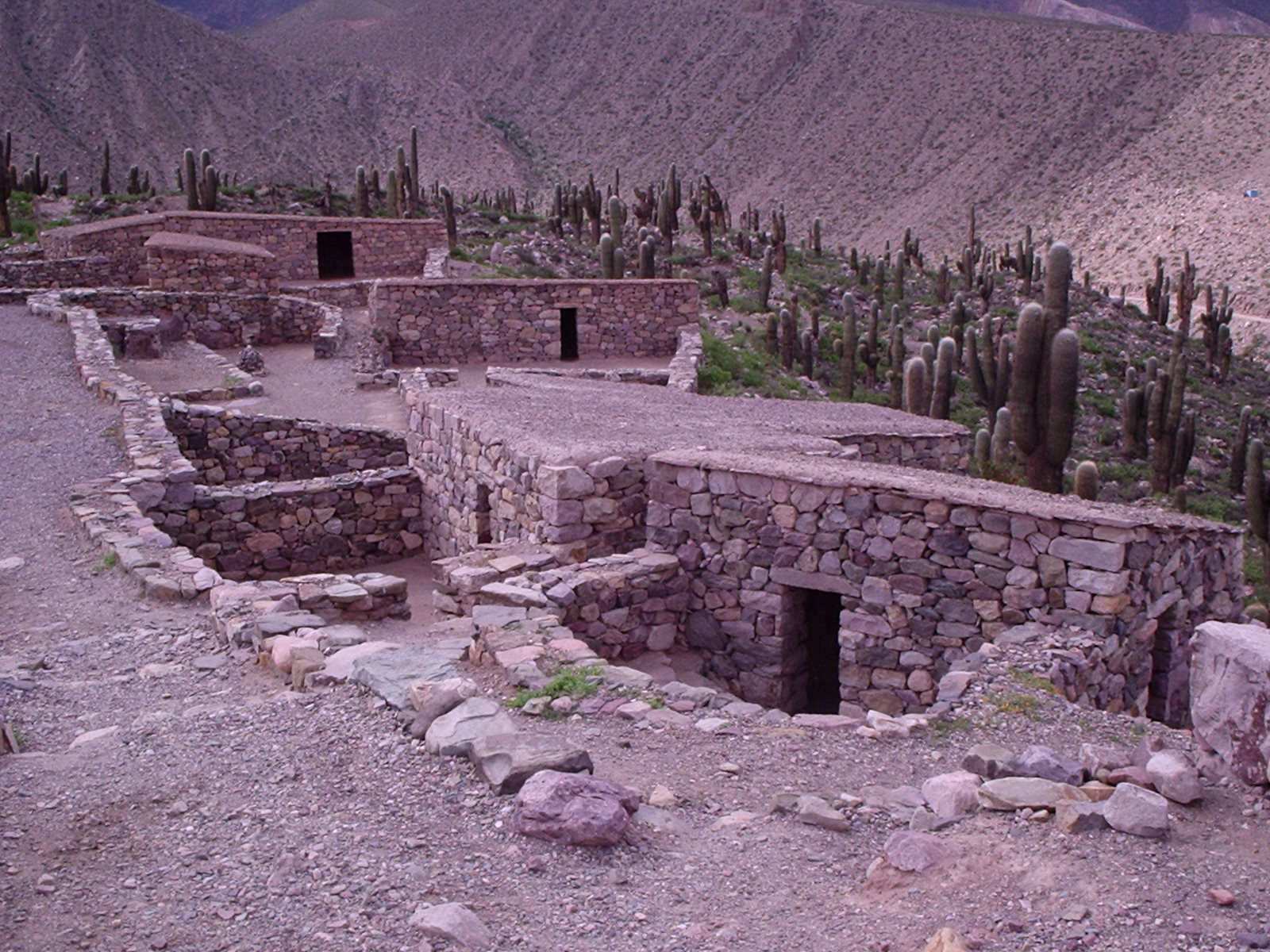
Pucará de Tilcara, középkori település maradványai az inkák előtti korból

Az emberi jelenlét legkorábbi nyoma Argentínában i. e. 11 000-ből származik, Patagóniában található, Santa Cruz városban a Piadra Múzeumban. Időszámításunk kezdete körül számos kukoricatermesztésen alapuló civilizáció fejlődött ki az Andok vidékén (Santa María, Huarpes, Diaquitas, Sanavinores és mások). 1480-ban az Inka Birodalom Pachacutec inka vezetésével megtámadta és meghódította a mai Argentína északnyugati részét. A birodalomba Collasuyu néven tagolták be ezt a régiót. Északkeleten a guaraní kultúra fejlődött ki, amely jukka és batáta termesztésén alapult. A központi és déli részeken (a pampákon és Patagóniában) nomád kultúrák domináltak, amelyeket a 17. században a mapucsék egyesítettek.

### Spanyol gyarmat
Az európai felfedezők 1516-ban érkeztek meg. Spanyolország állandó gyarmatot 1580-ban létesített a mai Buenos Aires helyén. Ez akkor a Peru Alkirályság része lett. A Ríó de la Plata Alkirályságot 1776-ban szervezték meg. Ezen időszak kezdetén nagyszámú spanyol vándorolt be, és az utódaik, akiket kreoloknak (criollos) neveznek, manapság Buenos Airesben és más városokban laknak, illetve a pampákon élnek mint gauchók. Az afrikai rabszolgák utódai is jelentős számban vannak jelen a mai népességben. Bennszülött népek maradványai is sokfelé élnek Argentínában. 1806-ban és 1807-ben a Brit Birodalom kétszer megtámadta Buenos Airest, de a kreol lakosság visszaverte e kísérleteket. 1810. május 25-én, amikor Buenos Aires polgárai értesültek arról, hogy Napóleon császár megfosztotta trónjától VII. Ferdinánd spanyol királyt, a helyzet nyomására létrehozták az Első Kormányzó Juntát (májusi forradalom). A Spanyolországtól való függetlenséget 1816. július 9-én kiáltották ki Tucumánban.

### Független Argentína
1818-ban José de San Martín átkelt az Andokon, és felszabadította Chilét és Perut a spanyol uralom alól. Centralisták és föderalisták (spanyolul Unitarios és Federales) konfliktusa ismételten polgárháborúra vezetett harminc éven át. Ezalatt Argentínának nem volt központi kormánya. Végül az 1853-ban elfogadott alkotmány lezárta ezt az időszakot.
Külföldi beruházások és bevándorlás modern mezőgazdasági eljárások bevezetését hozta magával. Az 1880-as években a „sivatag meghódítása” a maradék indián törzsek életfeltételeit is megszüntette a déli pampákon és Patagóniában. Ezeket a vidékeket csak ekkor csatolták az állam területéhez.

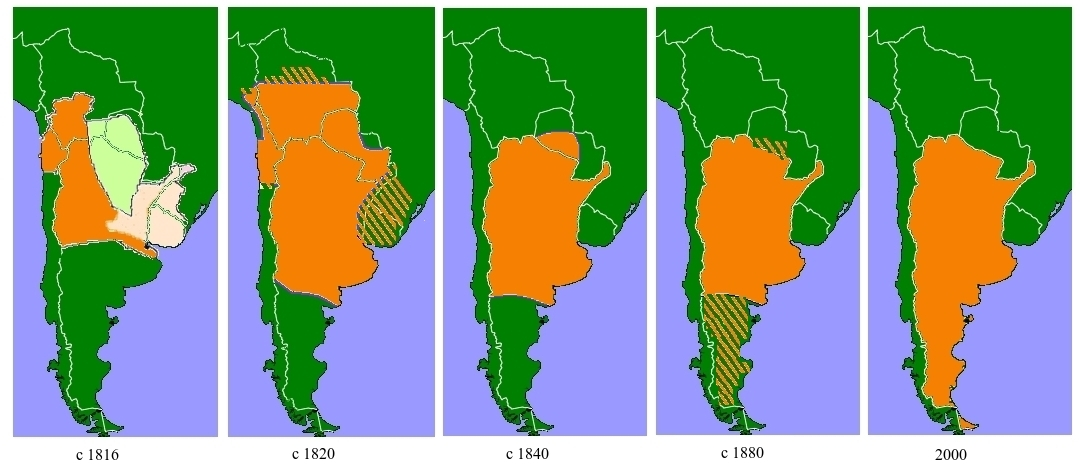
Argentína területének változása a 19–20. században (narancssárga)

### A modern Argentína
1880 és 1916 között az argentin gazdaság virágzott; a 20. század elején az egy főre jutó GDP alapján a világ tíz leggazdagabb országa közé tartozott Argentína, köszönhetően az exportorientált mezőgazdaságon alapuló gazdaságának. A lakosság hétszeresére nőtt. A nem demokratikus gondolkodású konzervatívok dominálták az argentin politikát 1916-ig, amikor a radikálisok győztek és megalakították az első olyan kormányt, amelyet általános, minden felnőtt férfira kiterjedő választójog alapján választottak meg. 1930-ban a katonák vették át a hatalmat Hipólito Yrigoyen vezetésével. Egy évtizeden át katonai kormányok puccsokkal váltották egymást. 

### Peronizmus
Politikai változást hozott Juan Perón elnöksége 1946-ban, aki bevonta a hatalomba a munkásosztályt és a nagymértékben megnövekedett szakszervezeti tagságra támaszkodott. Ekkor kaptak választójogot a nők. A gazdaságpolitika protekcionista irányba fordult és fejlesztették az ipart. 
A peronizmus  politikai és társadalmi mozgalomként jelentkezett Argentínában az 1940-es években. Nevét a hozzá kapcsolódó kezdeti vezető személyiségről, Juan Perónról kapta. Perón első, 1946 és 1955 közötti hivatali ideje alatt a mozgalom klasszikus formáját élte át.
Az 1950-es évektől az 1970-es évekig puha katonai és gyenge polgári adminisztrációk váltották egymást. Ezekben az években a gazdaság gyorsan nőtt és a szegénység visszaszorult (a lakosság kevesebb mint 7%-a volt szegény 1975-ben). Ugyanakkor a politikai feszültség nőtt, sokan haza kívánták hozni Perónt spanyolországi száműzetéséből. 
1973-ban Perón ismét elnök lett, de egy éven belül meghalt. Harmadik felesége, Isabel Perón, aki alelnök volt mellette, követte őt az elnöki székben. Isabel Perónt azonban egy katonai puccs 1976. március 24-én elmozdította hivatalából.

### A legutóbbi katonai diktatúra
A fegyveres erők juntája vette át a hatalmat és az általa Nemzeti Újjászervezési Folyamatnak nevezett politikát folytatta 1983-ig. A katonai kormány elnyomta az ellenzéket és a baloldali csoportokat illegális eszközöket használva ("piszkos háború"), a disszidensek ezrei "tűntek el", közben az argentin titkosszolgálat együttműködött a chileivel, a CIA-val és más dél-amerikai titkosszolgálatokkal. A piszkos háború katonai vezetői közül sokakat az Egyesült Államok által finanszírozott School of the Americas-ban képeztek ki, köztük Leopoldo Galtieri és Roberto Viola argentin diktátorokat. A katonai diktatúra (1976–1983) az ország külföldi eladósodásával járt. Az ország gazdasága egyre inkább a hitelezők és az IMF (International Monetary Fund) ellenőrzése alá került, akiknek a fő törekvése a hitelek visszafizetésének biztosítása volt. Ez és más gazdasági problémák, a korrupció elterjedése, a közvélemény felháborodása az emberi jogok semmibevétele miatt és végül a britektől a falklandi háborúban 1982-ben elszenvedett katonai vereség diszkreditálta a katonai rezsimet.

### Gazdasági válságok sora
1983-ban állították helyre a demokráciát. Raúl Alfonsín radikális kormánya lépéseket tett az „eltűntek” felkutatására, visszaállította a fegyveres erők civil kontrollját, konszolidálta a demokratikus intézményeket. A három egymást követő katonai junta vezetőit bíróság elé állították. Többen kaptak közülük súlyos büntetést. Alfonsín kormánya képtelen volt megoldani a gazdasági problémákat, és a közvélemény is elfordult tőle, ezért kénytelen volt lemondani hat hónappal hivatali ideje lejárta előtt.
1990-ben hiperinfláció kezdődött. Carlos Menem elnök bevezette a peso és dollár fix átváltási rátáját 1991-ben a hiperinfláció megállítására, messzemenően piacbarát politikát folytatott, lebontotta a protekcionista gátakat, visszavonta az üzletet akadályozó előírásokat, privatizációba kezdett. Ezek a reformok jelentősen növelték a beruházásokat és stabil árakhoz vezettek az 1990-es évek hátralévő részében. A peso mesterségesen magas ára a dollárhoz képest oda vezetett, hogy a piacot elözönlötte a dollár. Ennek eredményeként a külföldi adósság ismét rendkívül megnőtt. Az állami vállalatokat és a közszolgálatokat privatizálták. A piac teljes megnyitása azon ipari termékek előtt, amiket helyben is termeltek, a helyi ipar teljes összeomlásához vezetett. A lakosság egy része megtakarításait dollárban tartotta, tengeren túl utazgatott, és importált luxustermékeket fogyasztott, a többiek számára pedig egyre nőtt a szegénység és munkanélküliség. Az IMF és a világ közgazdászai mások elé példaként állították az argentin piac liberalizációját. Végül az 1990-es évek végén a peso túlértékeltsége és a költségvetés nagy hiánya gazdasági visszaesésre vezetett.
1998-ban súlyos gazdasági válság kezdődött. A válság közvetlen eredményeként világossá vált, hogy a gazdasági stabilitás érzete, ami a 90-es évekre volt jellemző, hamis. Amikor megbízatása 1999-ben lejárt, a halmozódó gazdasági problémák és az elterjedt korrupció miatt Menem népszerűtlen volt.

#### Átmeneti kilábalás a válságból

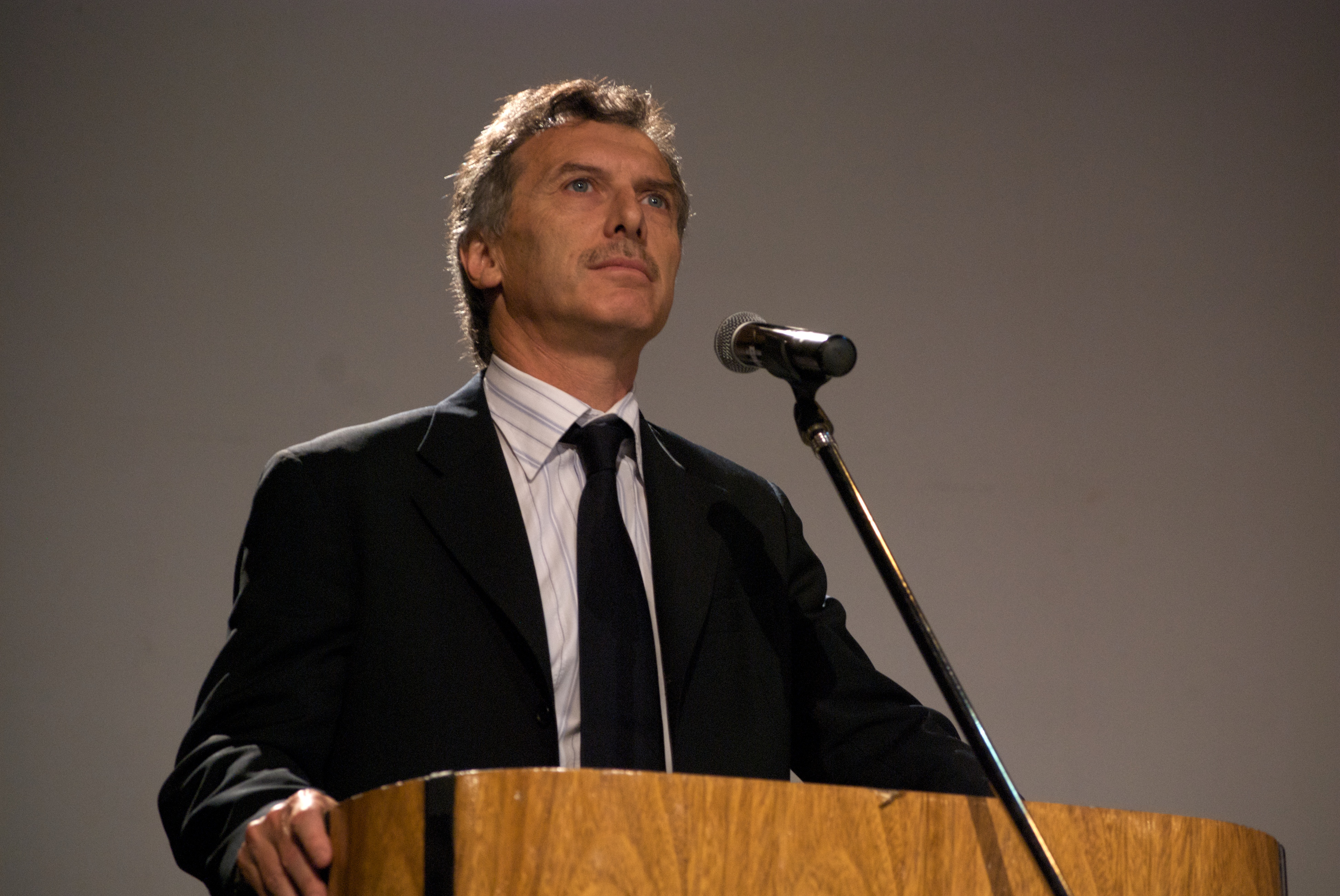
Mauricio Macri

Piaci alapú, mozgó átváltási árfolyamok mellett az ország újraiparosításba kezdett, importkorlátozással, exportszubvenciókkal, összehangolt kereskedelmi és pénzügyi lépésekkel. 2002 végén a gazdaság kezdett talpra állni, főleg a napraforgó és más gabonamagvak kedvező piacának köszönhetően. 2003-ban Néstor Kirchner lett a megválasztott elnök. Kirchner elnöksége alatt Argentína adósságcserét hajtott végre, amelynek eredményeként 66%-kal csökkent a törlesztőrészlete, újratárgyalta szerződéseit a Nemzetközi Valutaalappal és másokkal, valamint ismét államosított néhány korábban privatizált céget. Pillanatnyilag Argentína a gyors gazdasági növekedés és politikai stabilitás időszakát éli. 2007-ben Néstor Kirchner nem indult újraválasztásáért. Feleségét, Buenos Aires szenátorát, Cristina Kirchnert választották elnökké, aki Argentína első választott elnöknője. (Korábban Isabel Perón alelnökként került a megürült elnöki hivatalba). Ugyancsak 2007-ben a balközép Fabiana Riost megválasztották Tűzföld kormányzójává, ő az első női kormányzó Argentína történetében.

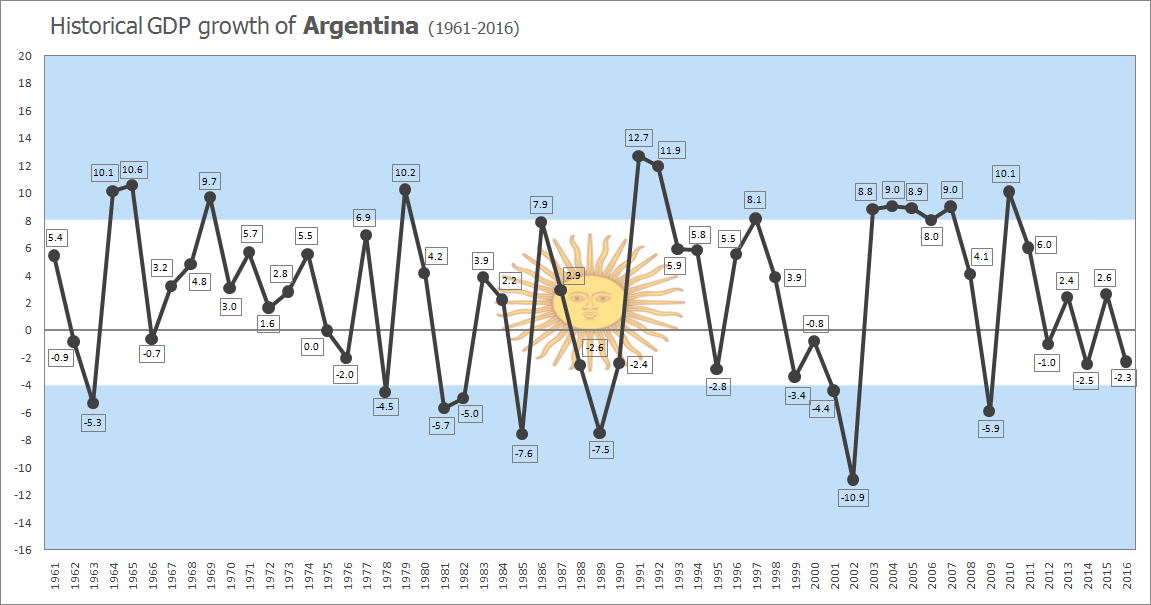
Argentína GDP-jének változása (1961–2016)

#### 2007-től
2007 után a gazdasági fellendülés és visszaesés évei váltogatták egymást.
2019-ben az ország újra a csőd szélére került.

#### J. Milei elnöksége
2023 végén Javier Milei lett Argentína új elnöke. A beiktatása idején Argentína gazdasága 143 százalékos éves inflációtól szenvedett, a nemzeti valuta zuhant, és tíz argentinból négy szegénységben élt.
Korábban az ország a BRICS-csoporthoz akart csatlakozni. Milei azonban hangsúlyozta, hogy nem csatlakoznak, mert a Nyugattal való szorosabb kapcsolatokat részesítik előnyben.

## Államszervezet és közigazgatás

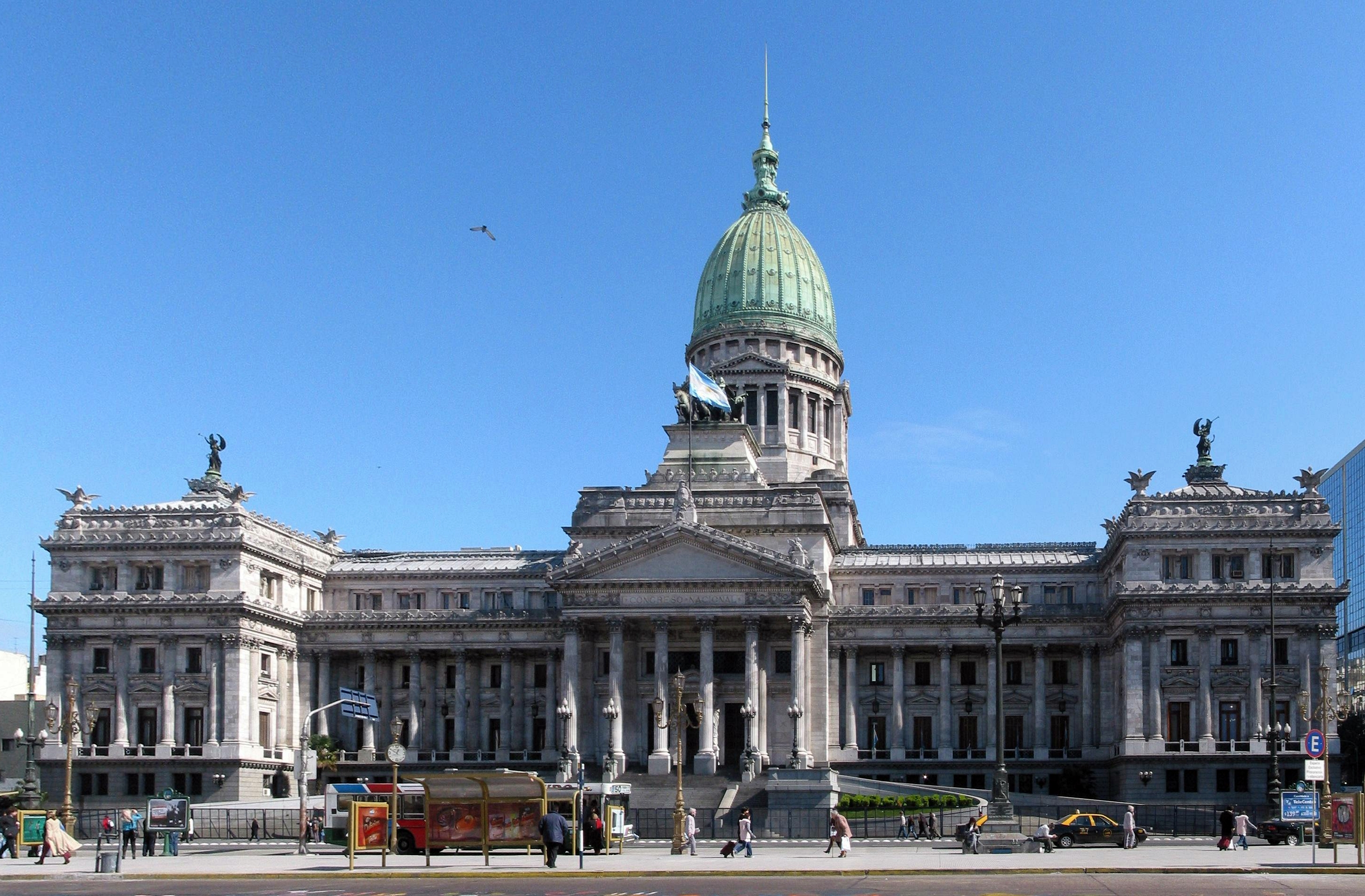
A Nemzeti Kongresszus épülete, Plaza de Congreso, Buenos Aires

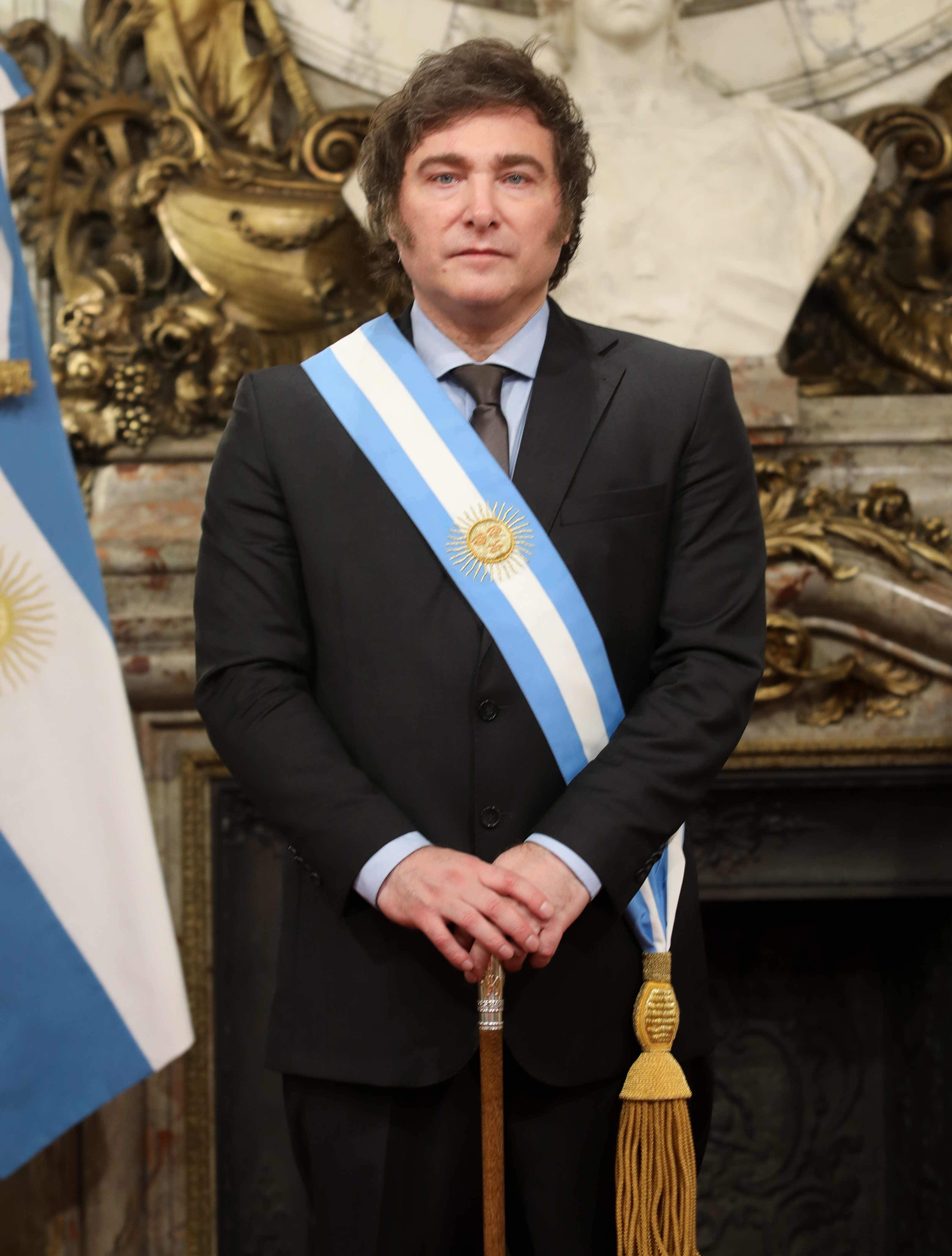
Javier Milei, Argentína elnöke

### Alkotmány, államforma
Az ország államformája szövetségi köztársaság; a kormányforma elnöki rendszerű és a kormányzás képviseleti demokrácia.

### Törvényhozás, végrehajtás, igazságszolgáltatás
A szövetségi kormány három ágból áll:
A törvényhozási ág a kétkamarás kongresszusból áll, amelyet a szenátus és a képviselőház alkot.
A végrehajtó hatalomban az elnök a hadsereg főparancsnoka, megvétózhatja a törvényjavaslatokat, mielőtt azok törvényessé válnak és kinevezi a kabinet tagjait és más tisztviselőket. Az elnököt közvetlenül az emberek szavazatával választják meg, ideje négyéves időtartamra szól, és hivatalban legfeljebb egymás után kétszer választható meg.
Az igazságszolgáltatási ág magában foglalja a Legfelsőbb Bíróságot, az alsó szövetségi bíróságok pedig értelmezik a törvényeket és megsemmisítik azokat, amelyeket alkotmányellenesnek találnak. Az igazságszolgáltatás független a végrehajtótól és a törvényhozástól.

### Közigazgatási beosztás
Közigazgatásilag 23 tartományra és Buenos Aires szövetségi kerületre tagozódik. A tartományok Buenos Aires tartomány kivételével megyékre vannak felosztva, Buenos Aires tartomány viszont partidókból áll. A tartományok listája:

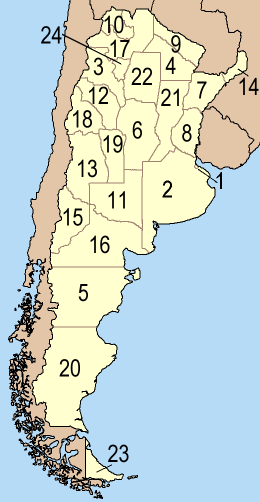

| Tartomány              | Térképen | Székhely                            |
| ---------------------- | -------- | ----------------------------------- |
| Buenos Aires (főváros) | 1        | -                                   |
| Buenos Aires           | 2        | La Plata                            |
| Catamarca              | 3        | San Fernando del Valle de Catamarca |
| Chaco                  | 4        | Resistencia                         |
| Chubut                 | 5        | Rawson                              |
| Córdoba                | 6        | Córdoba                             |
| Corrientes             | 7        | Corrientes                          |
| Entre Ríos             | 8        | Paraná                              |
| Formosa                | 9        | Formosa                             |
| Jujuy                  | 10       | San Salvador de Jujuy               |
| La Pampa               | 11       | Santa Rosa de Toay                  |
| La Rioja               | 12       | La Rioja                            |
| Mendoza                | 13       | Mendoza                             |
| Misiones               | 14       | Posadas                             |
| Neuquén                | 15       | Neuquén                             |
| Río Negro              | 16       | Viedma                              |
| Salta                  | 17       | Salta                               |
| San Juan               | 18       | San Juan                            |
| San Luis               | 19       | San Luis                            |
| Santa Cruz             | 20       | Río Gallegos                        |
| Santa Fe               | 21       | Santa Fe                            |
| Santiago del Estero    | 22       | Santiago del Estero                 |
| Tűzföld                | 23       | Ushuaia                             |
| Tucumán                | 24       | San Miguel de Tucumán               |

### Politikai pártok
Argentína két legnagyobb hagyományos politikai pártja az Igazügyi Párt (Partido Justicialista, PJ), amely Juan Perón 1940-es évekbeli erőfeszítéseiből alakult ki és a Radikális Polgári Unió (Unión Cívica Radical, UCR). 
A 2000 után létrejött számos politikai párt többségének eredete hozzájuk kötődik.
Jelentősebb pártok a 2019-i választások után:
- Frente de Todos (FdT)
- Juntos por el Cambio (JxC)
- Federal Consensus (CF)
- Frente de Izquierda y de los Trabajadores – Unidad, (FIT-U)
- NOS Front (NOS)

## Népesség

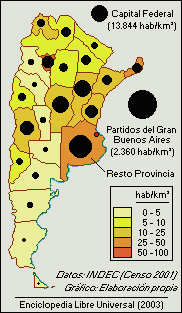
Népsűrűségi térkép

Dél-Amerikában az ország a harmadik az össznépesség alapján, míg Latin-Amerikában a negyedik. A 15 fő/km² népsűrűségével jóval elmarad a világ kb. 50 fő/km² átlagától. Latin-Amerika egyik legalacsonyabb népességnövekedési rátájával rendelkezik, de viszonylag alacsony a csecsemőhalandóság is.
Az argentíniai rasszok az UAEM alapján

### Általános adatok
- Lakossága: 47,3 millió fő (2022)
- Születéskor várható élettartam: nőknél 80,2 év, férfiaknál 72,6 év
- Rasszok (2020): 85% fehér, 11% mesztic, 3% ázsiai, 1% őslakos indián[24]
- Beszélt nyelvek: spanyol (hivatalos nyelv), olasz, angol, francia, német

### Legnépesebb települések

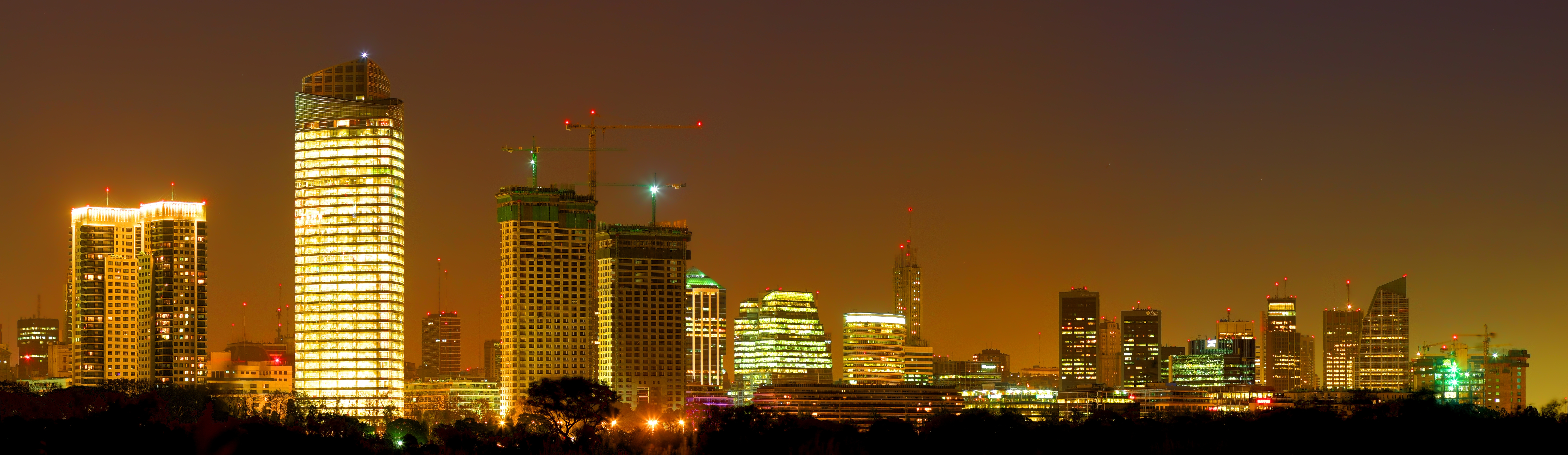
Buenos Aires éjszaka

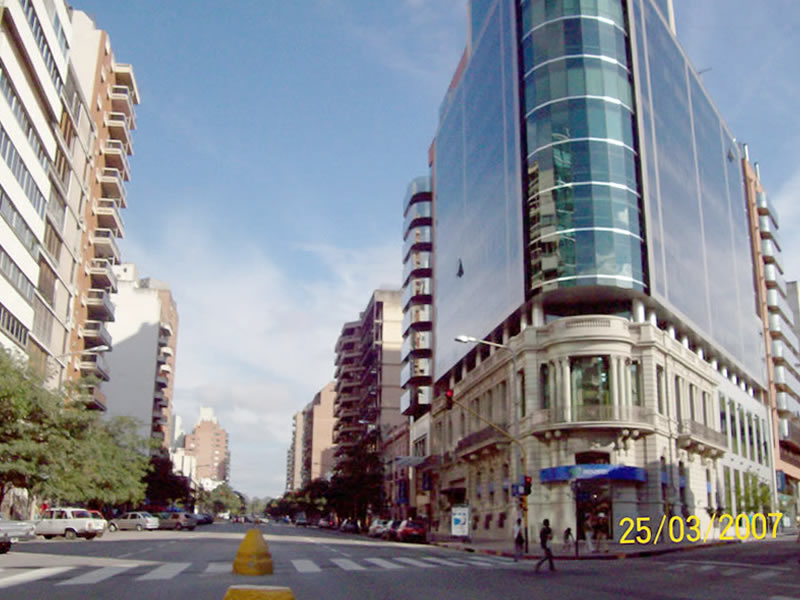
Córdoba, a második legnépesebb város központja

### Népességének változása
| Lakosok száma | 3 954 911 | 21 963 952 | 24 370 660 | 26 889 764 | 29 886 564 | 32 624 874 | 36 109 342 | 38 308 779 | 40 728 738 | 47 327 407 |
|               | 1895      | 1964       | 1971       | 1977       | 1984       | 1990       | 1998       | 2004       | 2011       | 2022       |

### Etnikai összetétel
Argentínát a bevándorlók országának tekintik. Az argentinok általában az országot crisol de razasnak (fajok olvasztótégelyének) nevezik. A lakosság zöme európai, nagy részük spanyol és olasz származású.
Az európaiak aránya lassan csökken, de százalékosan egész Amerikában messze itt élnek legnagyobb arányban. Közülük a túlnyomó többség spanyol származású, mivel a terület Spanyolország fontos gyarmata volt és sokan telepedtek ide az anyaországból. A részben még saját nyelvükön is beszélő európai közösségek közül az olasz a legszámottevőbb. Azonban szinte egész Európából érkeztek ide bevándorlók. Itt él a földrész második legnépesebb magyar közössége is. Ezenkívül vannak még angol, ír, skót, walesi, német stb. származásúak is. Wales után itt él a világ legnagyobb walesi közössége.
Az 1970-es évektől kezdve a bevándorlás többnyire latin-amerikai országokból, Bolíviából, Paraguayból és Peruból érkezett, kisebb számban a Dominikai Köztársaságból, Ecuadorból és Romániából.
A meszticek és indiánok (mapucsék, kecsuák, guaraník) együtt a népesség 12 %-át adják, számuk kb. 6 millió. 
Az indián őslakosok 16 nagyobb nyelvcsaládhoz tartoznak, jelenleg a lakosság kb. 1%-át teszik ki. A legnagyobb indián nyelvi közösségek a mapucsék, őket követik a Peruban többséget alkotó kecsuák.
A lakosság közel 3 százaléka ázsiai, főként arab és török bevándorló. Az arabok többnyire szíriai és libanoni származásúak.
Az ország kelet-ázsiai eredetű lakossága a 2010-es években kb. 180 ezer embert számlált, akik többnyire kínai és koreai származásúak.

### Nyelvi megoszlás
Argentína hivatalos nyelve a spanyol, amelyet szinte minden állampolgár beszél. Az ország kiterjedt földrajzi területe miatt a régiók között jelentős nyelvi eltérések is vannak, bár az elterjedt nyelvjárás a Rioplatense, amelyet elsősorban a pampákon és a patagóniai régiókban beszélnek és a nápolyi nyelvhez hasonlóan hangsúlyoz.
Fontosabb nyelvek még az angol, olasz, az arab és a német.
Az őslakos indiánok saját nyelvüket beszélik. A bolíviai határnál a kecsua, a paraguayi határnál a guaraní nyelv is elterjedt.

### Vallások
Egy 2008-as CONICET közvélemény-kutatás szerint az argentinok 76,5%-a katolikus, 11,3%-a agnosztikus és ateista, 9%-a evangélikus protestáns, 1,2%-a Jehova tanú és 0,9%-a mormon volt, míg 1,2%-a más vallásokat követett, beleértve az iszlámot, a judaizmust és a buddhizmust.
A katolikusok aránya csökken, míg a vallástalanoké növekszik. 2017-es adatok alapján a katolikusok a lakosság 66 %-át tették ki, míg a vallástalanok a népesség 21 %-át képviselték.
Az országban él Latin-Amerika legnagyobb muszlim és legnagyobb zsidó közössége is.

## Gazdaság
| Gazdasági mutatók        | Gazdasági mutatók     | Gazdasági mutatók |
| ------------------------ | --------------------- | ----------------- |
| GDP (nominális)          | 445,5 mrd $ (2019)    | [ 33 ]            |
| GDP növekedési ráta      | - 4,3% (2020 Q4)      | [ 34 ]            |
| Egy főre jutó GDP (PPP)  | 23 040 $ (2019)       | [ 35 ]            |
| Államadósság             | 358,8 mrd € (2019)    | [ 36 ]            |
| Államadóssági ráta       | 90,4% (2019)          | [ 36 ]            |
| Infláció                 | 40,7% (2021. február) | [ 37 ]            |
| Foglalkoztatottsági ráta | 40,1% (2020 Q4)       | [ 38 ]            |
| Munkanélküliségi ráta    | 11% (2020 Q4)         | [ 39 ]            |
| Minimálbér               | 224,8 € (2020)        | [ 40 ]            |
| Bérnövekedés üteme       | 1,6% (2020. december) | [ 41 ]            |
| Jegybanki alapkamat      | 38% (2021. március)   | [ 42 ]            |
| SZJA                     | 35% (2020)            | [ 42 ]            |
| ÁFA (általános)          | 21% (2020)            | [ 43 ]            |
| TAO                      | 30% (2020)            | [ 42 ]            |

### Általános adatok
A gazdag természeti erőforrásokat, a magas képzettségű népességet, az ipari bázist és az exportorientált mezőgazdasági ágazatot kihasználva Argentína gazdasága a 2010-es években Latin-Amerika országai közül a harmadik legnagyobb, és Dél-Amerikában a második legnagyobb. Ugyanakkor az elmúlt évtizedek során súlyos gazdasági válságok sújtották és 2020-ban újra államcsődbe jutott.
2018-ban az argentin jegybank előbb 27,25 százalékra, majd 40 százalékra emelte a jegybanki alapkamatot, miután májusig az argentin peso már 18 százalékkal kevesebbet ért az amerikai dollárral szemben. Ezt követően 2018. augusztus 15-én 45 százalékra, majd augusztus 30-án 45 százalékról 60 százalékra emelte a jegybanki alapkamatot. Az argentin peso 2018-ban 110 százalékot vesztett augusztus végéig az értékéből az amerikai fizetőeszközzel szemben.

### Gazdasági ágazatok

#### Mezőgazdaság
A pampákon a nagyállattenyésztés és a gabonatermesztés a jellemző. A hasznosítható földek mintegy hatvan százaléka legelő. A munkaerő 26%-át foglalkoztatja a mezőgazdaság [mikor?], innen származik az export 85%-a. A legfontosabb termény a búza főleg a pampákon , ahol nagy mennyiségű lent, kukoricát, burgonyát, dohányt és napraforgót is termesztenek.
Jelentős még a szójabab-, szőlő-, mogyorótermesztés.

#### Ipar
Fő ágazatok: élelmiszer-feldolgozás, a gépjárművek és tartós fogyasztási cikkek gyártása, textilipar, vegyipar és petrolkémiai ipar, kohászat, acélgyártás.
Argentína ásványkincsekben gazdag ország, bár a készletek nagy részét még nem termelték ki. A legfontosabb a kőolaj; ezt az Andok vidékén és Patagóniában bányásszák. San Lorenzóban nagy olajfinomító üzemel. A patagóniai kőolajat és földgázt csővezetéken továbbítják az ország más részeire. Vannak szén-, arany-, ezüst- , réz-, ón-, vas-, ólom-, csillám-, volfrám-, mangán- és cinkbányák is. Az áram 56%-át hőerőművekben termelik a hazai kőolaj, földgáz és kőszén égetésével, 38%-át pedig vízerőművekben állítják elő. Argentína atomenergia-ipara a legfejlettebb.

#### Külkereskedelem
- Exporttermékek: szója, gépjármű és alkatrészek, étolaj, benzin és villamos energia, gabona, dohány, szőlő.
- Importtermékek: műszaki és közlekedési berendezések, járművek és alkatrészek, vegyipari termékek, fém alkatrészek, műanyag.

Legfőbb kereskedelmi partnerek 2016-ban:
- Export:  Brazília 15,5%,  USA 7,7%,  Kína 7,6%,  Vietnám 4,4%
- Import:  Brazília 24,3%,  Kína 18,7%,  USA 12,5%,  Németország 5,5%

#### Az országra jellemző egyéb ágazatok
- Halászat

#### Gazdasági adatok
Argentína gazdasági adatai 2000–2019 között:
| Év   | GDP (milliárd US$ PPP) | GDP per fő (US$ PPP) | GDP per fő 2017-es állandó értéken (US$ PPP) | GDP növekedés (reál) | Infláció (százalékban) | Munkanélküliség (százalékban) | Államadósság (GDP % -ban) |
| ---- | ---------------------- | -------------------- | -------------------------------------------- | -------------------- | ---------------------- | ----------------------------- | ------------------------- |
| 2000 | 428.4                  | 11,646               | 18,669                                       | −0.8%                | −0.9%                  | 17.1%                         | 42.1%                     |
| 2001 | 418.5                  | 11,263               | 17,667                                       | −4.4%                | −1.1%                  | 19.2%                         | 48.0%                     |
| 2002 | 378.8                  | 10,097               | 15,592                                       | −10.9%               | 25.9%                  | 22.4%                         | 147.2%                    |
| 2003 | 420.4                  | 11,101               | 16,829                                       | +9.0%                | 13.4%                  | 17.3%                         | 125.1%                    |
| 2004 | 470.1                  | 12,300               | 18,158                                       | +8.9%                | 4.4%                   | 13.6%                         | 117.8%                    |
| 2005 | 527.7                  | 13,674               | 19,578                                       | +8.9%                | 9.6%                   | 11.6%                         | 80.3%                     |
| 2006 | 587.4                  | 15,074               | 20,948                                       | +8.0%                | 10.9%                  | 10.2%                         | 70.8%                     |
| 2007 | 657.6                  | 16,708               | 22,611                                       | +9.0%                | 8.8%                   | 8.5%                          | 62.1%                     |
| 2008 | 697.5                  | 17,550               | 23,298                                       | +4.1%                | 8.6%                   | 7.9%                          | 53.8%                     |
| 2009 | 661.3                  | 16,476               | 21,707                                       | −5.9%                | 6.3%                   | 8.7%                          | 55.4%                     |
| 2010 | 736.7                  | 18,062               | 23,521                                       | +10.1%               | 10.5%                  | 7.8%                          | 43.4%                     |
| 2011 | 797.3                  | 19,322               | 24,648                                       | +6.0%                | 9.8%                   | 7.1%                          | 38.9%                     |
| 2012 | 819.7                  | 19,641               | 24,119                                       | −1.0%                | 10.0%                  | 7.2%                          | 40.4%                     |
| 2013 | 849.6                  | 20,132               | 24,424                                       | +2.4%                | 10.6%                  | 7.0%                          | 43.5%                     |
| 2014 | 839.9                  | 19,684               | 23,550                                       | −2.5%                | n/a                    | 7.2%                          | 44.7%                     |
| 2015 | 867.1                  | 20,105               | 23,934                                       | +2.7%                | n/a                    | 6.5%                          | 52.6%                     |
| 2016 | 885.2                  | 20,308               | 23,189                                       | −2.1%                | n/a                    | 8.5%                          | 53.0%                     |
| 2017 | 1039.3                 | 23,597               | 23,597                                       | +2.8%                | 25.7%                  | 8.3%                          | 57.0%                     |
| 2018 | 1036.9                 | 23,305               | 22,759                                       | −2.5%                | 34.3%                  | 9.2%                          | 86.4%                     |
| 2019 | 1033.5                 | 22,997               | 22,064                                       | −2.1%                | 53.5%                  | 8.9%                          | 90.4%                     |

#### Galéria

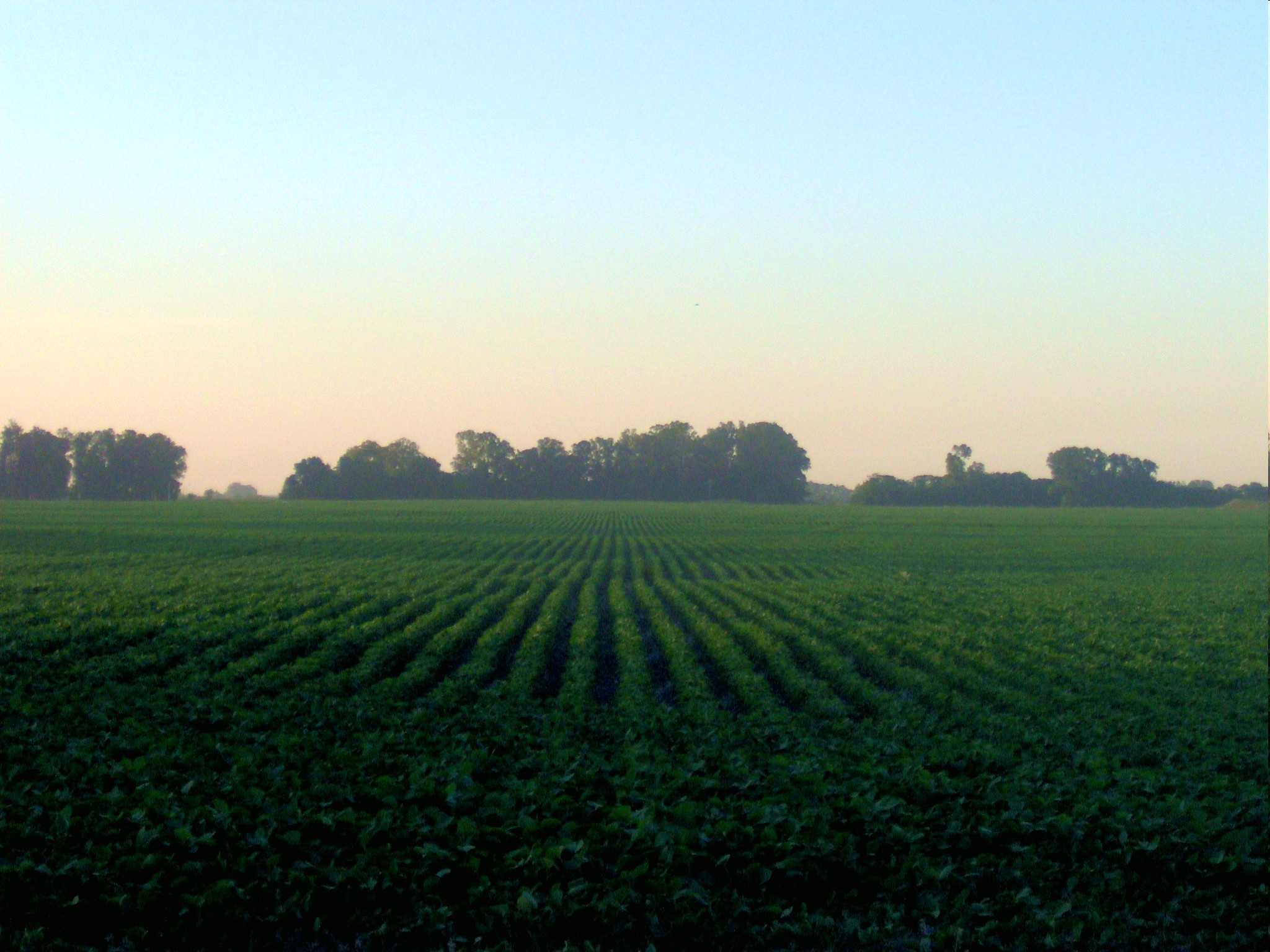
Szójababültetvény
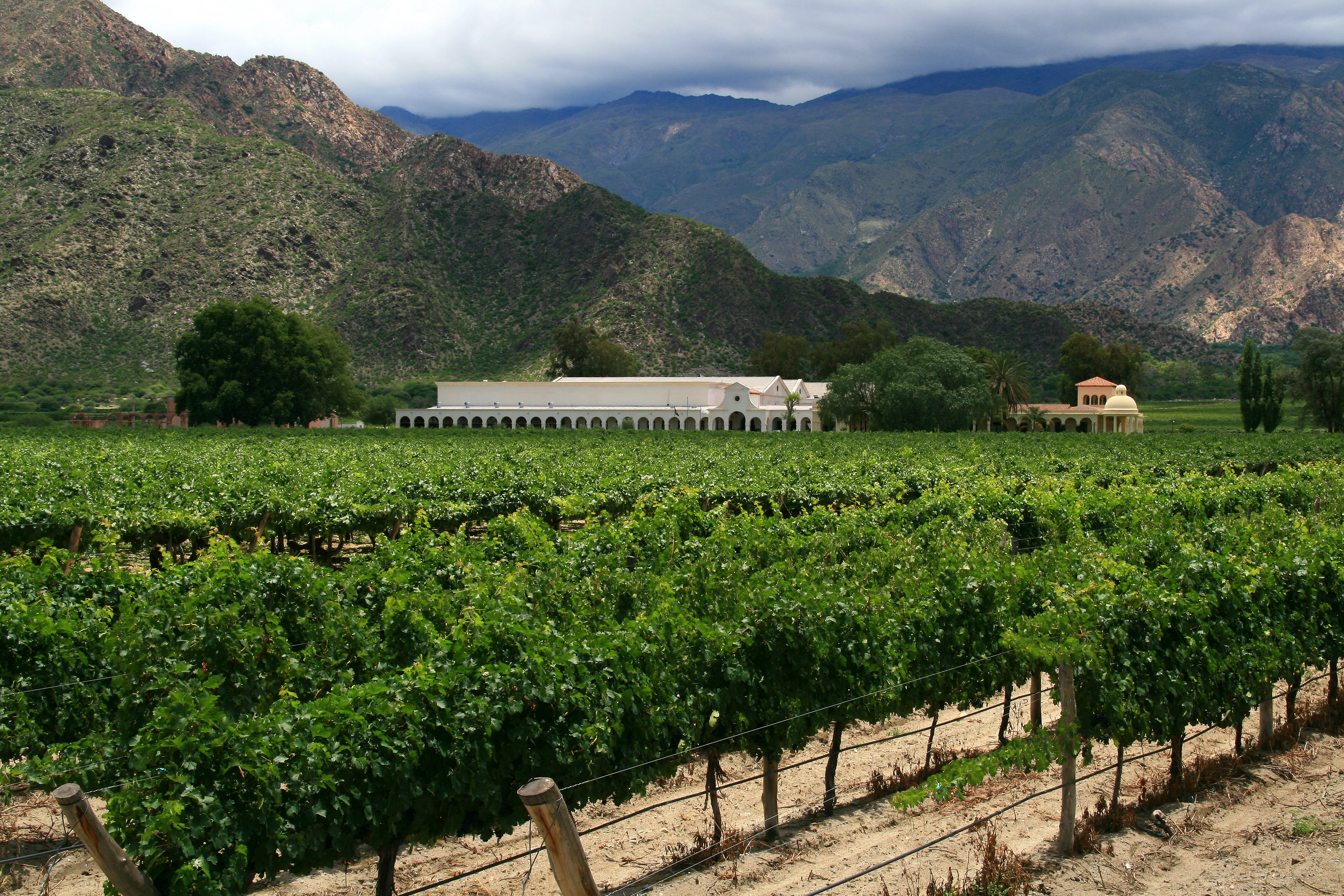
Szőlőtermesztés, Salta-tartomány
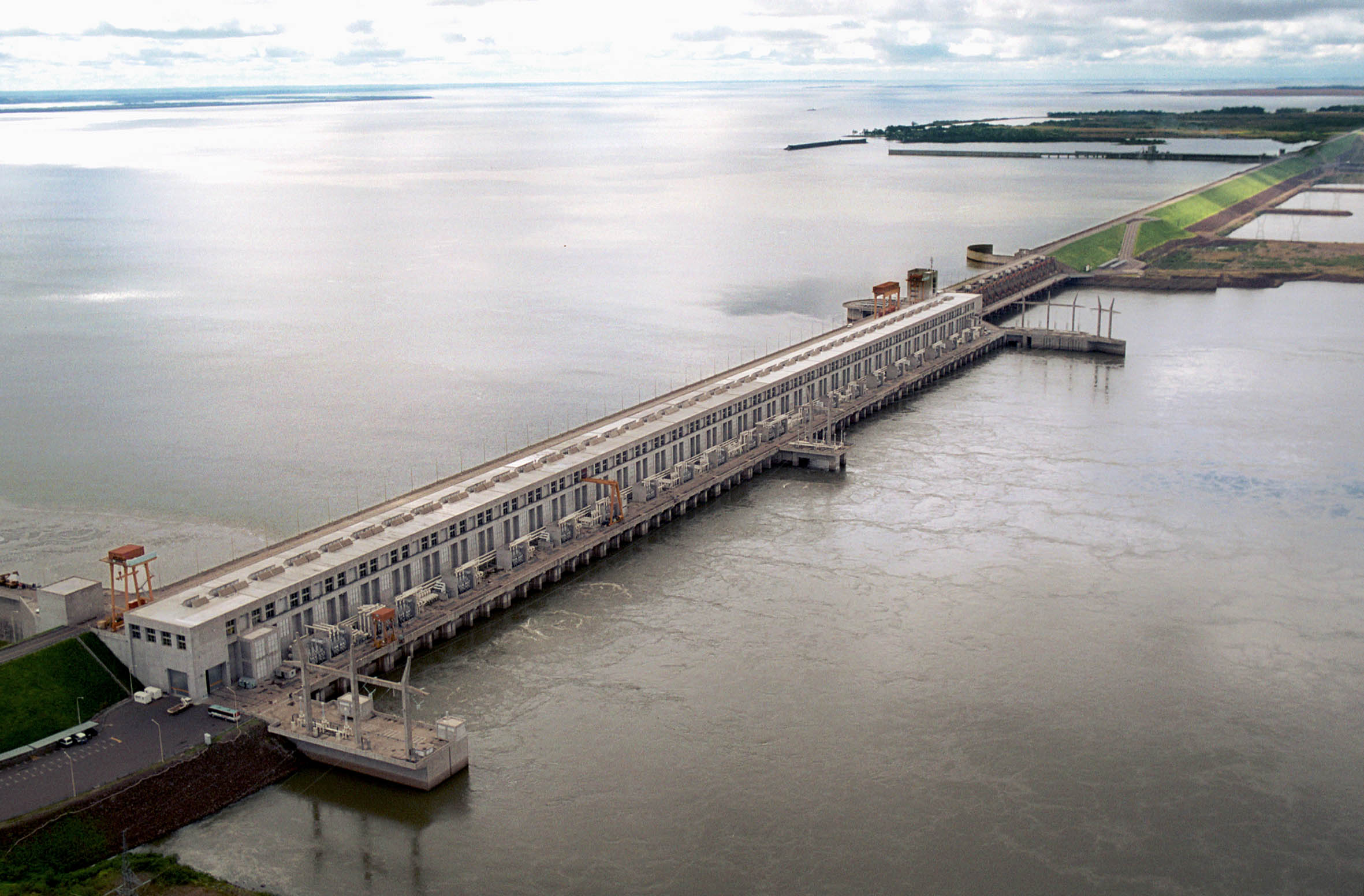
A Yacyretá gát, ez a vízerőmű-komplexum a második legnagyobb a világon
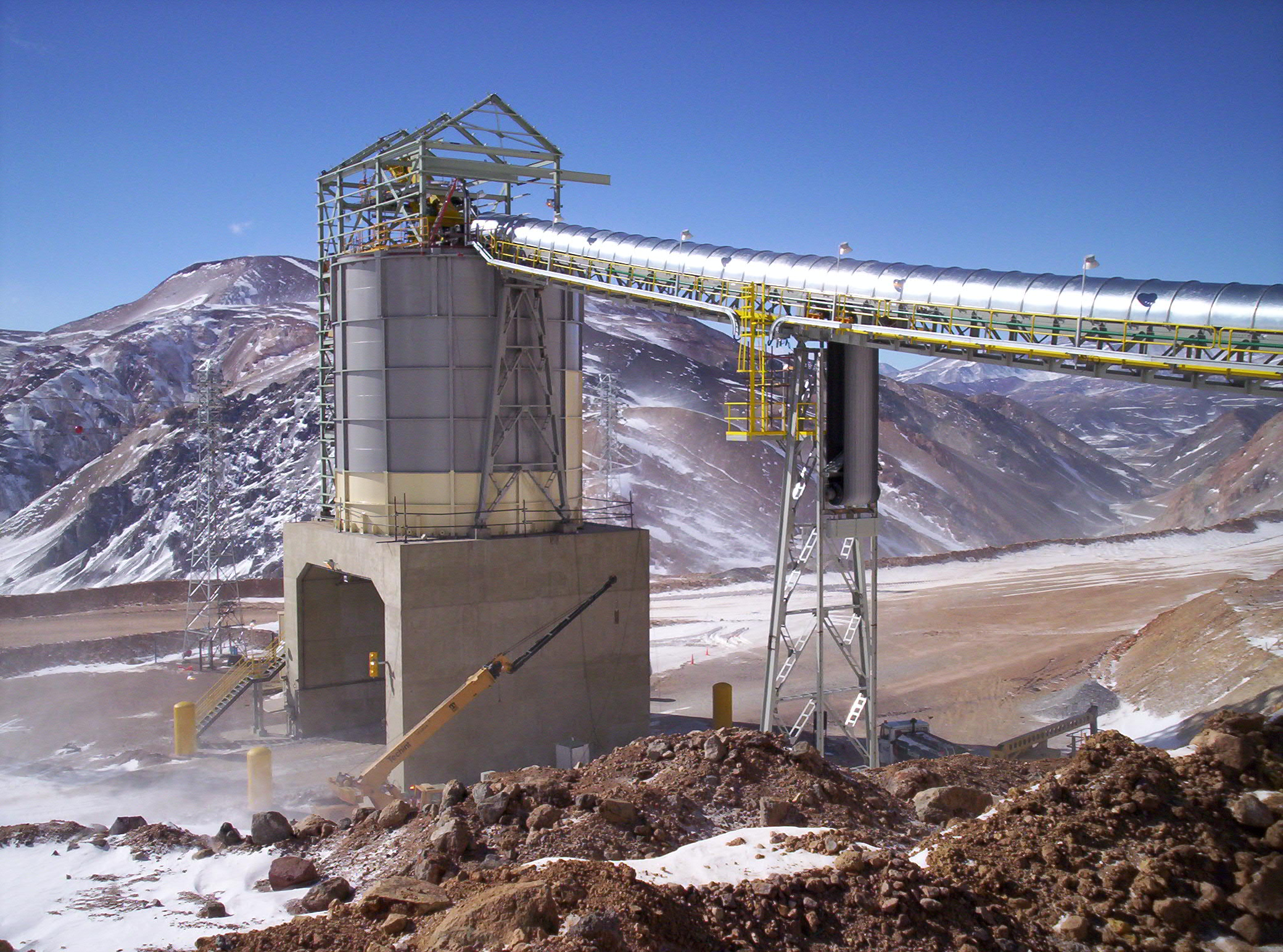
Bányatelep az Andokban, San Juan tartományban
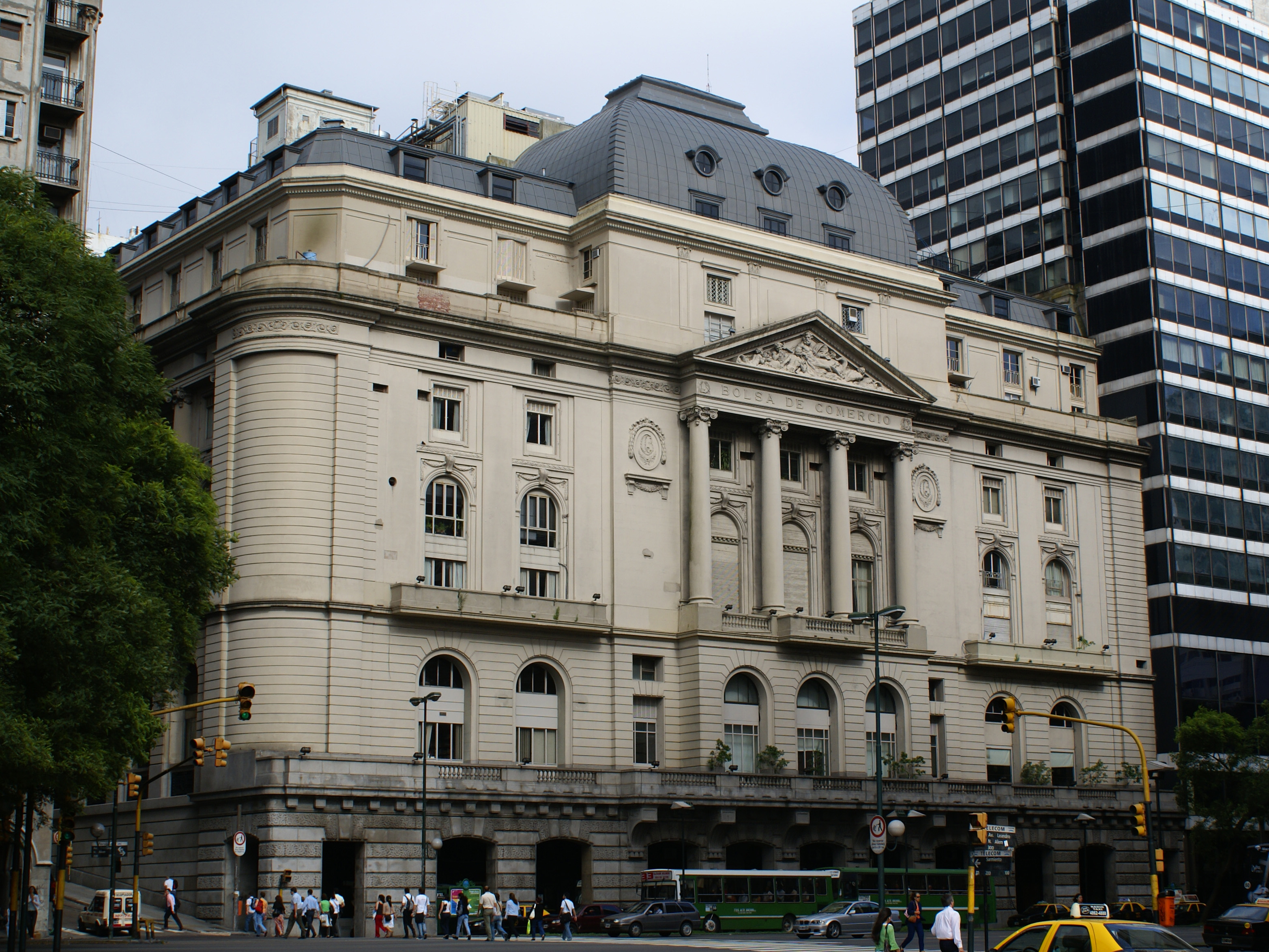
Az értéktőzsde épülete, Buenos Aires
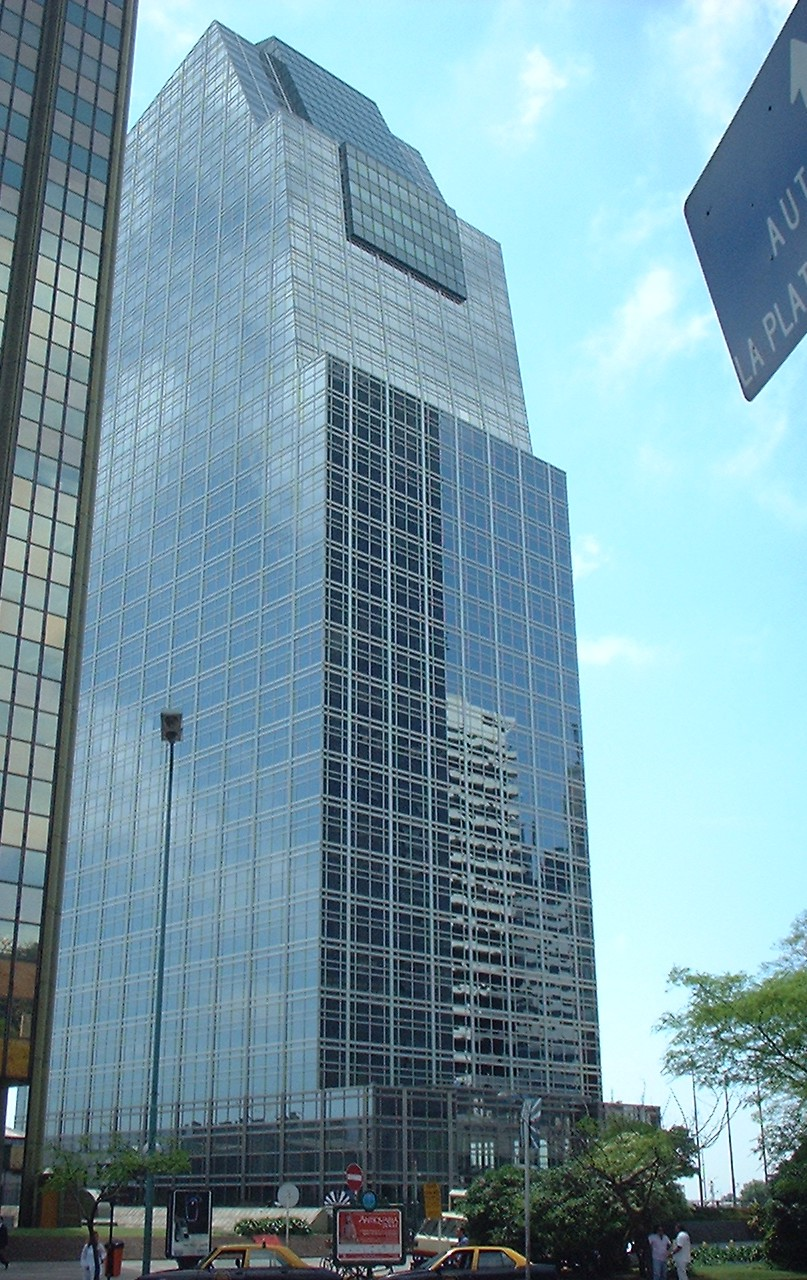
Banképület (Bank Boston), Buenos Aires
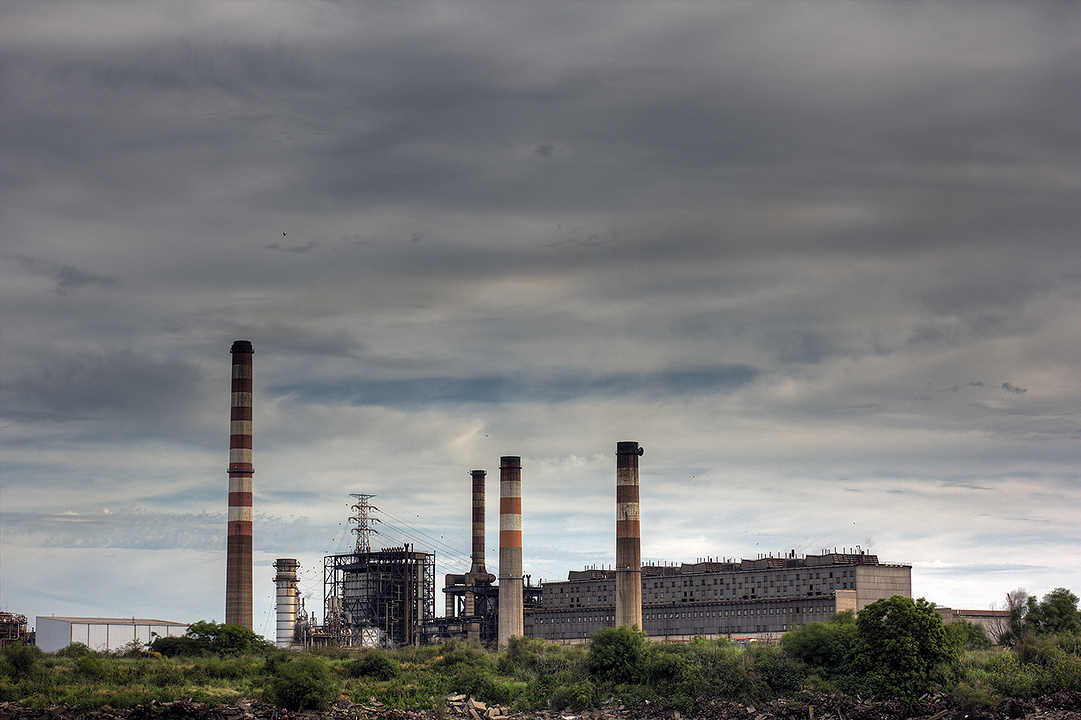
Hőerőmű a fővárosban

## Közlekedés

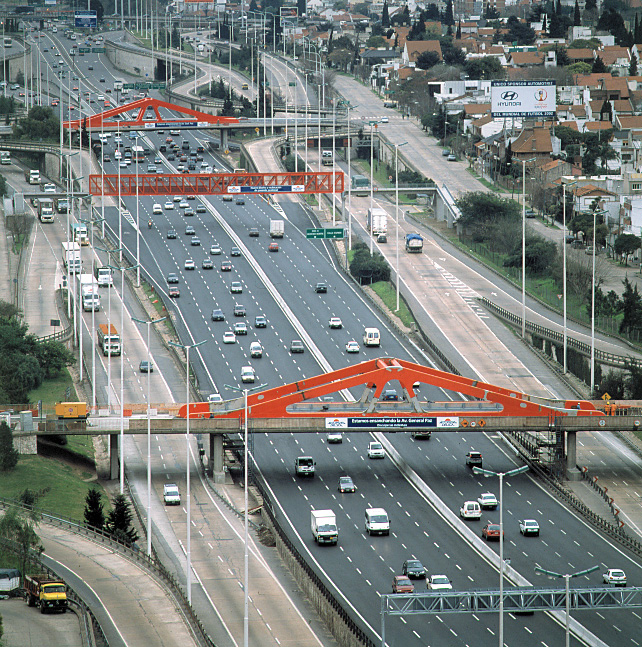
Buenos Aires egy autópályája, a 9-es út

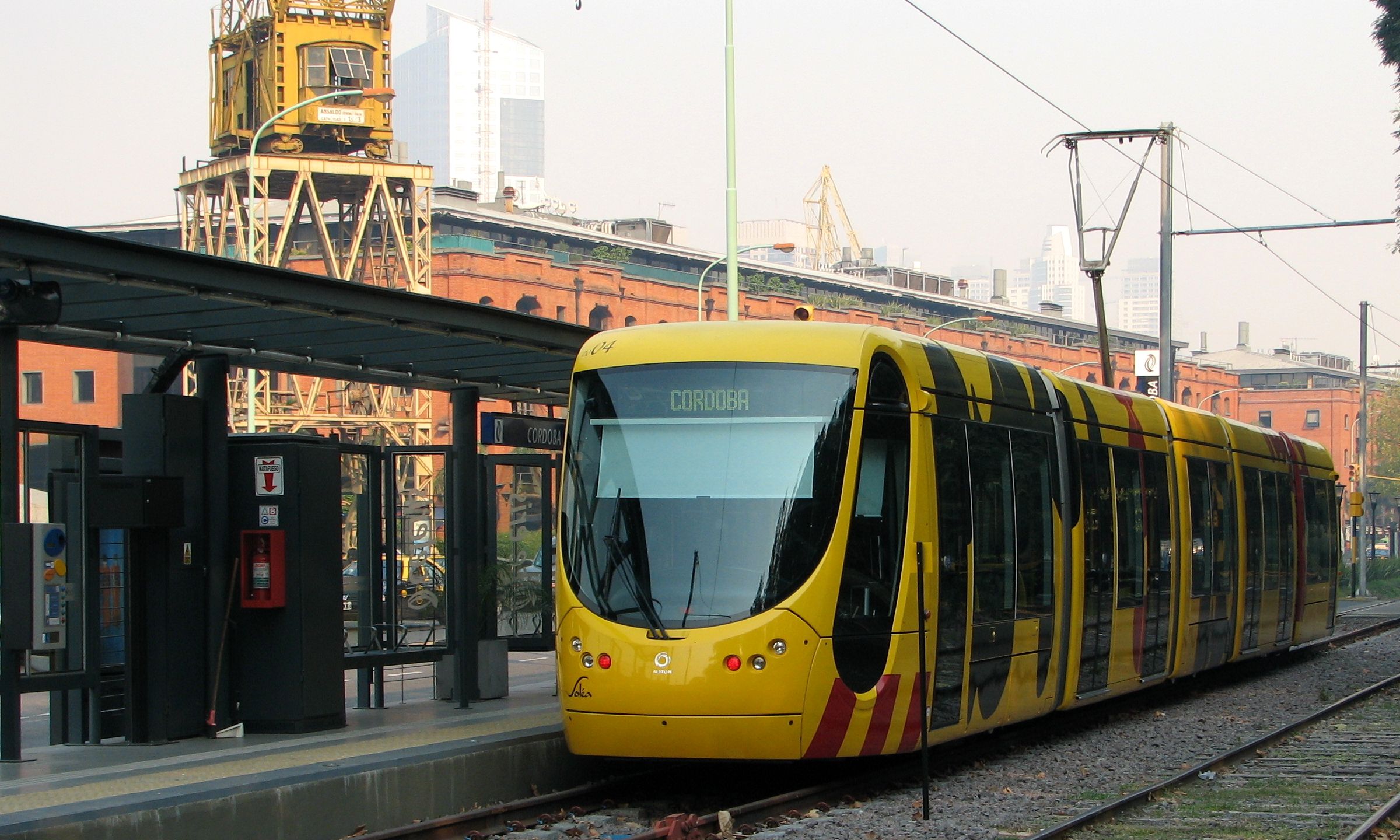
Buenos Aires egy villamosa

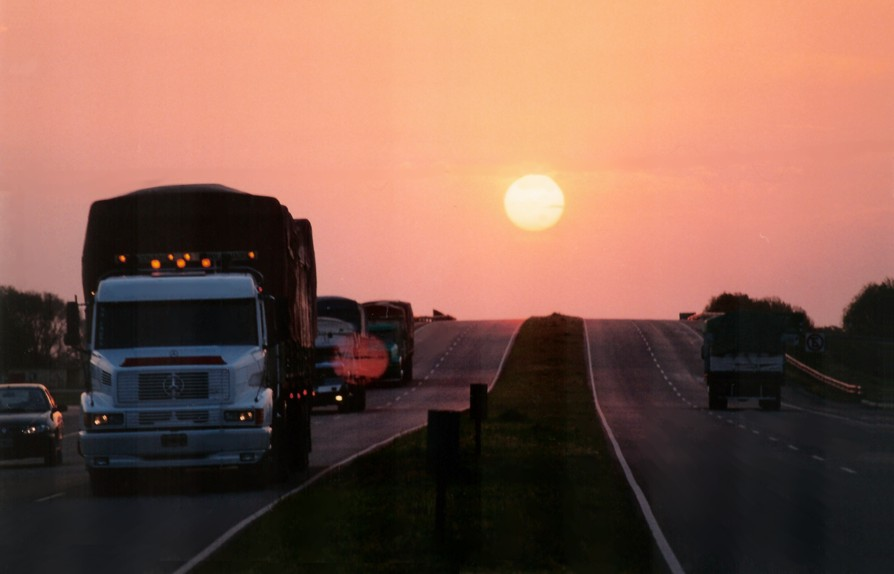
A 7-es számú főút, Junin

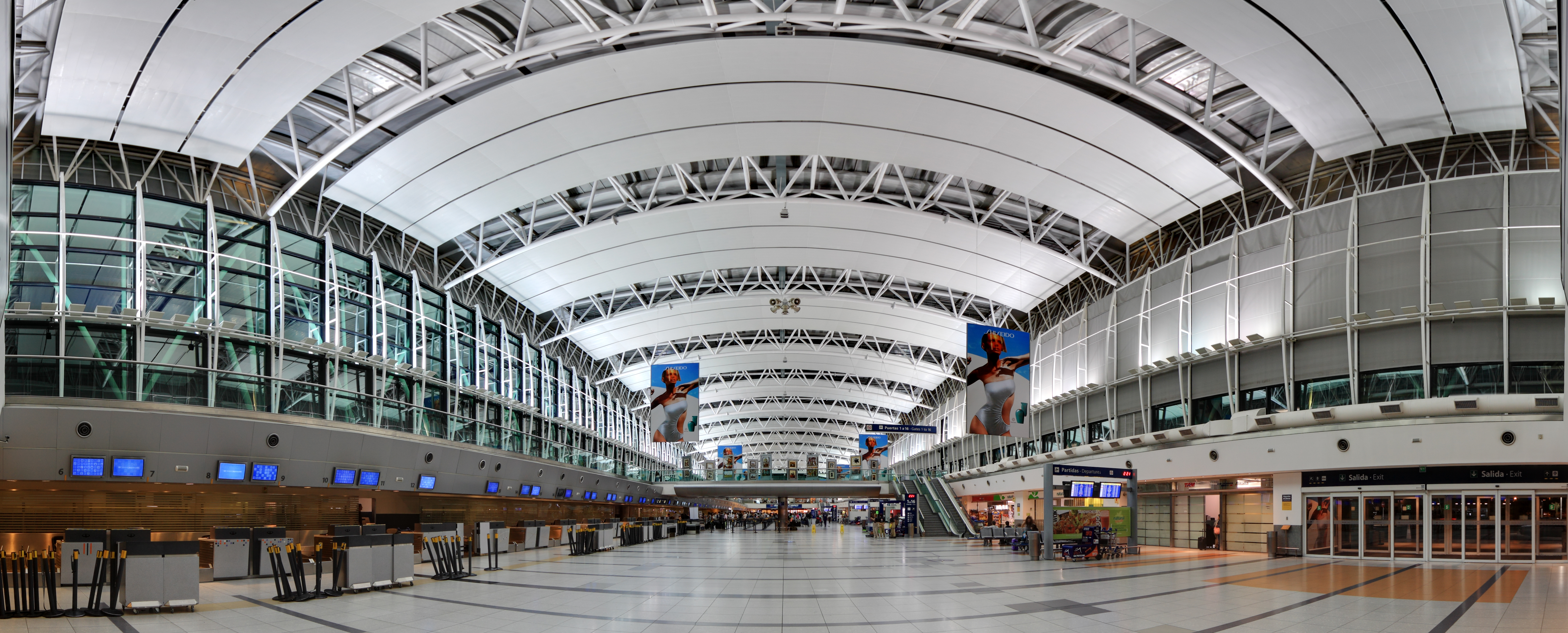
Ezeiza nemzetközi repülőtér, Buenos Aires

### Vízi közlekedés
Tizenegy kikötő van az országban.Argentínában 3100 km szakasz hajózható. A legfontosabb vízi utak a Río de la Plata, Río Paraná, Río Uruguay. A legfontosabb kikötők
Buenos Aires, La Plata-Ensenada, Bahía Blanca, Mar del Plata, Quequén-Necochea, Comodoro Rivadavia, Puerto Deseado, Puerto Madryn és Ushuaia.

### Közúti közlekedés
Közútvonalak hossza 215 000 km. Argentínában – különösen a többi dél-amerikai országgal összehasonlítva – igen fejlett a közlekedés. Mintegy 6,2 millió közúti jármű bonyolítja a forgalmat, ebből 4,9 millió a gépkocsi, 1,3 millió a teherszállító eszköz és mintegy 40 000 a személyszállító jármű. A belföldi közlekedés fő eszköze a távolsági autóbusz (argentínai spanyolul: micro), bár lassan újra versenytársra lel a vasútban. Buenos Aires központi buszpályaudvaráról, a Terminal de Omnibus de Retiróról 96(!) kocsiállásból indulnak a kényelmes, emeletes buszok az ország minden részére, illetve a szomszédos országokba.
Közel 750 kilométernyi gyorsforgalmi út van az országban. Ezek egy része autópálya jellegű, bár nem teljesen zárt pályás úgynevezett „autopista”. Az ország távoli részeiben sok helyen zajlik még a forgalom ún. „terraplén”-en, azaz földből készült töltésen.

### Közösségi közlekedés
A főváros, Buenos Aires tömegközlekedése a városi autóbuszra (colectivo), a metróra (subte) és az elővárosi vonatokra (tren) épül. Az autóbuszok rengeteg vonalon és igen gyakran közlekedő viszonylag modern kocsikkal járják be a hatalmas várost. Sok az alacsony padlós, kerekesszékkel is használható jármű. Hat üzemelő metróvonal legyezőszerűen hálózza be a város belső részét. A legrégebbi vonalat az "A" jelzésűt 1913. december 1-jén nyitották meg. A legutóbb megnyitott szakasz a "H" vonal első része, amelyet 2007-ben adtak át a forgalomnak. A budapesti HÉV-re hasonlító vonatok szállítják az utasokat a városközpontban lévő pályaudvarok és a külvárosok között. Ezek némelyike 60-70 kilométeres vonallal rendelkezik.
Villamos 1870. február 27-étől járt Buenos Airesben, igen kiterjedt vágányhálózaton. E sínek sok helyen ma is láthatók. 1954-ben 47 vonalon zajlott a forgalom, 1963. február 19-én aztán vélgleg megszűnt a villamosközlekedés ezeken a síneken. 2007-óta azonban újra jár a villamos. Január 20-án megnyitották az első és ez ideig egyetlen, 2 km hosszú villamosvonalat (tranvía), mely jelenleg négy megállóval üzemel a város legfelkapottabb negyedében, a Puerto Maderóban. A vonalat később a Retiro Terminalig, a másik irányban pedig a Boca városrészig fogják bővíteni.
A nagyobb vidéki városokban jószerével csak a városi autóbuszok bonyolítják a forgalmat. Külön érdekesség, hogy Mar del Platán, az ország „tengerparti fővárosában” chipkártyás rendszerrel működik a díjfizetés a buszokon.

### Vasúti közlekedés
Vasútvonalak hossza 33 744 km. Az egész amerikai kontinens legdélibb vasúti állomása az argentínai Puerto Deseadóban van, ám az állomás és a teljes vonal, amelynek végállomása Puerto Deseado már nem üzemel. A menetrend szerinti személyforgalommal is rendelkező legdélibb vasúti állomás az Esquel városában lévő keskenynyomtávú, turisztikai célú gőzvontatta vasút, az El Maitén-ig közlekedő ún. Öreg Patagóniai Expressz kiindulási állomása.

### Légi közlekedés
Az országban 145 reptér található. Argentína nemzetközi repülőtere a főváros központjától mintegy 35 kilométerre, az Ezeiza városrészben fekvő Aeropuerto Internacional Ministro Pistarini. Jól kiépített autópályán közelíthető meg. A belföldi légiforgalmat, illetve az Uruguayjal való légi kapcsolattartást a város központjában, a Palermo negyedben fekvő régi repülőtér, az Aeroparque Jorge Newberry szolgálja.

## Média

### Televízió
Argentínában egy állami televízió van a Canal 7. Ezen kívül több kereskedelmi, helyi, országos, és magán televízió is van.
A műsorokat antennán és műholdon keresztül is lehet fogni. A legismertebb adók: Telefé, América TV, Canal 9 és a Canal 13.

### Rádió
A rádió nagyon kedvelt Argentínában. Rengeteg állami és kereskedelmi rádió van. A rádióállomások központja általában Buenos Aires. A külföldi argentinoknak is van rádiójuk, amely reggelente jelentkezik (Radio Lagos).
- A magyar kultúrát és zenét népszerűsítő spanyol nyelvű műsor Buenos Aires északi részén minden szombaton 12.30 és 13.00 óra között fogható "Audición Húngara" címmel a Radio Digital csatornán, az AM 860 kHz-es hullámhosszon.

### Egyéb telekommunikációra vonatkozó adatok
| Hívójel prefix | AY-AZ, LO-LW, L2-L9 |
| ITU zóna       | 14,16               |
| CQ zóna        | 13                  |

## Kultúra

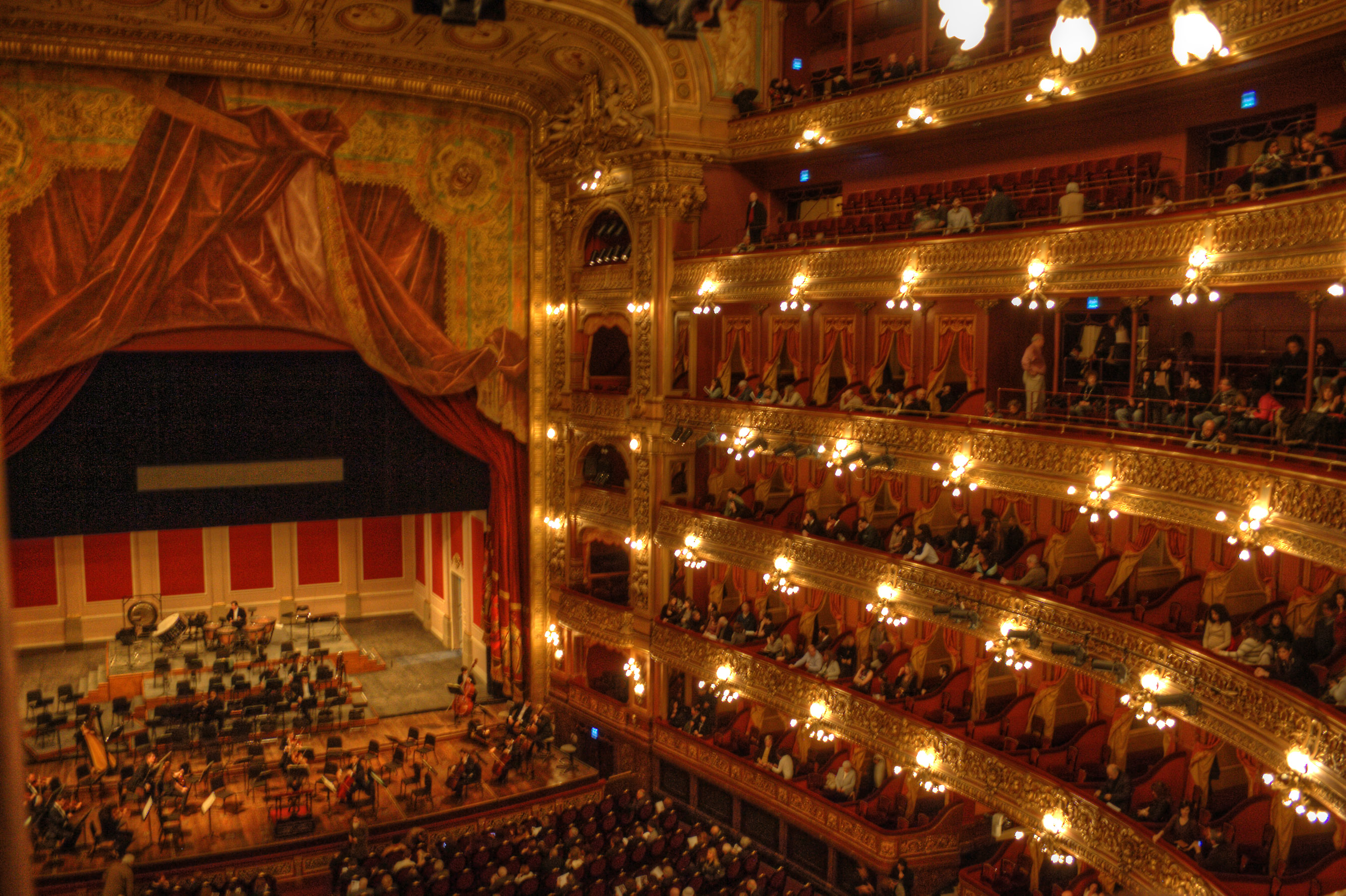
A Teatro Colón (Buenos Aires) színház belseje

Argentína népessége számos etnikumot foglal magába, és kultúráját a multikulturalitás és az eltérő nézetek összeegyeztetésére való törekvés jellemzi, valamint nyitott a fejlődésre és a modernitásra. Az argentin kultúrában egyaránt felfedezhetők európai és latin-amerikai kulturális elemek, de ázsiai és afrikai vonások is.
Az argentin kultúra a bevándorló népek kultúrájának keveredéséből alakult ki. Ideológiáját leginkább a szabadságba vetett hit, a demokrácia és az emberi jogok tiszteletben tartása határozza meg.
Az országban rendkívül változatos a kulturális élet és meghatározó szerepe van a művészeti tevékenységeknek, melyek visszaköszönnek a színházakban, a festészetben, a szobrászatban, a zenében és az irodalomban is. A fontosabb városokban, de főleg Buenos Airesben pezsgő kulturális élet van, napi rendszerességgel tartanak különféle konferenciákat, koncerteket, kiállításokat, workshopokat, színházi és balettelőadásokat. Ezen felül számos mozi, és bemutatóterem is található a nagyobb városokban.
A zene terén nagy népszerűségnek örvend a tangó, az argentin népzene (gyökere a sokszínű őshonos kultúrákból ered) és az argentin nemzeti rock (1960 és 1980 között progresszív zenének és új argentin városi zenének nevezték), amelyekkel a sokak által látogatott, az adott zenei műfajra specializálódott helyeken lehet találkozni.

### Vallás
Argentínában a szabad vallásgyakorlást a Nemzeti Alkotmány 14. cikke garantálja, de az állam elismeri a Katolikus Egyház kiemelkedő szerepét, melynek megkülönböztetett jogi státusza van a többi egyházhoz és valláshoz képest. Az Argentin Alkotmány 2. cikke kimondja, hogy az állam köteles garantálni a Katolikus Egyház működését, valamint a Polgári és Kereskedelmi Törvénykönyv szerint jogilag egy nem állami közjogi alanyhoz hasonlítható. Ennek ellenére ez a megkülönböztetett státusz nem teszi a Köztársaság hivatalos vallásává a katolicizmust. Az állam és a Katolikus Egyház kapcsolatát az Apostoli Szentszék és Argentína által aláírt konkordátum rendezi. A Buenos Aires-i főegyházmegye érseke jelenleg Mario Aurelio Poli bíboros, aki egyben az argentin katolikus egyház prímása. A Buenos Aires korábbi érseke Jorge Mario Bergoglio volt, akit 2013. március 13. óta Ferenc pápaként ismer a világ.
Argentínában a katolicizmus hívei mellett különféle vallások és hitvallások követői is jelen vannak, valamint az országban egyéb keresztény egyházak is megtalálhatók. Ilyenek a protestáns egyházak (presbiteriánus, metodista, baptista, pünkösdista stb.) és más keresztény felekezetek, mint például az Utolsó Napok Szentjeinek Jézus Krisztus Egyháza (La Iglesia de Jesucristo de los Santos de los Últimos Días), a Hetednapi Adventista Egyház (Iglesia Adventista del Séptimo Día) vagy a Jehova tanúi (Testigos de Jehová). Az országban jelentős vallás továbbá a judaizmus, az iszlám, az afroamerikai vallások és a buddhizmus is.
Ugyanakkor Argentína a régió azon országai közé tartozik, ahol a lakosság körében igen magas azok aránya, akik nem ragaszkodnak egyetlen valláshoz sem. A Gallup, globális elemző és tanácsadó cég által végzett közvélemény-kutatásból kiderült, hogy Latin-Amerikában Argentína a harmadik olyan ország – Kuba és Uruguay után –, ahol a lakosság kevesebb jelentőséget tulajdonít a vallásnak. Az argentin válaszadók csupán 63%-a állította, hogy a mindennapos vallásgyakorlásnak fontos szerepe van az életében.
A Latinobarómetro, nonprofit szervezet által 2017-ben készített közvélemény-kutatás szerint a lakosság 66%-a vallja magát katolikusnak, 21% semmilyen vallást nem gyakorol, 10% evangélikus, és 3% pedig egyéb felekezethez tartozik. Argentínában 2008-ban készült az első olyan nemzeti szintű felmérés, ami a hitről és vallási szokásokról szól (La Primera Encuesta Nacional sobre Creencias y Actitudes Religiosas en Argentina). A felmérés szerint a lakosság 91,1%-a vallotta magát istenhívőnek, de a 18-29 éves korosztályban már csak 85%. A második ilyen nemzeti felmérés (La Segunda Encuesta Nacional sobre Creencias y Actitudes Religiosas en Argentina) 2019-ben készült, és kimutatta, hogy az Istenbe vetett hit 11 év alatt 81,9%-ra csökkent az argentin lakosság körében.
Nagy múltú katolikus hagyományai ellenére Argentínának eddig kevés elismert szentje van, pl. José Gabriel Brochero egyházmegyei pap (1840–1914) és Héctor Valdivielso Sáez vértanú (1910–1934). Természetesen léteznek széles körben elterjedt vallási jellegű népi hiedelmek is, mint a Difunta Correa, Madre María, Pancho Sierra, Gauchito Gil vagy Ceferino Namuncurá kultusza. Utóbbit a katolikus egyház 2007-ben avatta boldoggá. Más őshonos népekhez hasonlóan az argentin hiedelemvilágban is fontos szerepet tölt be a Pachamama női istenség, más néven a Földanya.

### Ünnepnapok
Argentínában az ünnepnapokat szabadnapokra (días feriados) és munkaszüneti napokra (días no laborales) osztják. Az ünnepnapok lehetnek országos, tartományi vagy önkormányzati ünnepek, de akár vonatkozhatnak kizárólag egyes ágazatokra vagy oktatási intézményre is. A nemzeti ünnepek (feriados nacionales) minden esetben munkaszüneti napnak minősülnek, míg a szabadnapokról a munkáltató dönti el, hogy megadja-e dolgozóinak. Bizonyos ünnepnapok minden évben ugyanarra a napra esnek, de vannak olyanok, amiket turisztikai okokból áthelyezhetnek, vagy akár a naptári napok miatt évről-évre más napra esnek. Ugyanakkor számos olyan nap van, amit nem sorolnak az ünnepek közé, de ezeken a napokon általában a közelmúlt eseményeire emlékeznek, és valamilyen társadalmi megmozdulás kíséri vagy médiavisszhangot kap, de ettől függetlenül munkanapnak minősülnek.
Országos szintű ünnepek közé tartoznak például a katolikus egyházi ünnepek, állami ünnepek és megemlékezések, valamint turisztikai ünnepek. Ezek közül vannak, amik úgynevezett mozgó ünnepek, mert a turizmus fellendítése érdekében át lehet tenni például hétfőre. Az országos munkaszüneti napok közé tartozik a Nagycsütörtök (Jueves Santo), valamint a zsidó és muszlim vallású lakosok ünnepnapjai.
Azokat a mozgatható ünnepeket, melyek dátumai keddre és szerdára esnének, az azt megelőző hétfőre módosítják, amik viszont csütörtökre és péntekre esnének, a rákövetkező hétfőre tolják.

### Nemzeti szimbólumok

Argentína zászlaja

Az argentin nemzeti szimbólumok azok a jelképek, melyek az argentin nemzetet és lakosait jelképezik nemcsak az ország területén belül, hanem a világszerte is.

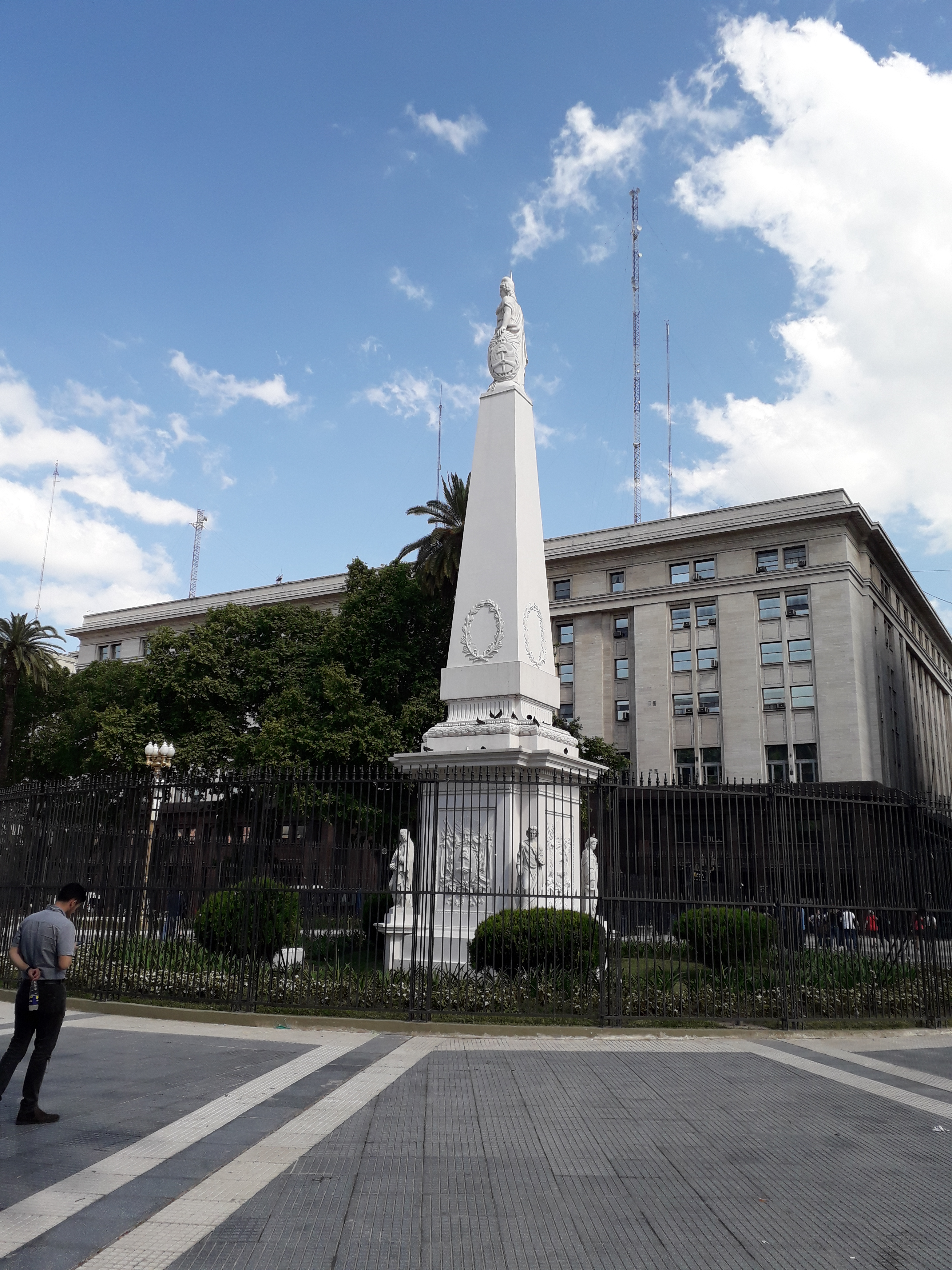
A Plaza Mayon álló Májusi piramis, háttérben pedig a Casa Rosada

Az országnak 19 hivatalos jelképét az Argentin Nemzeti Kongresszus hagyott jóvá, de a védőszent kivételt képez, mert azt pápai bulla kanonizálta. A legrégebbi szimbólumok közé tartozik az 1812-ben elfogadott kokárda, az 1813-ban elfogadott címer, a himnusz és a jelmondat, az 1816-ban elfogadott zászló, valamint az 1818-ban elfogadott nemzeti embléma, a Májusi Nap (Sol de Mayo). Ezek 110 éven keresztül voltak az ország egyedüli ismertetőjelei, míg 1928-ban be nem vezették a közönséges fazekasmadarat (Furnarius rufus) is az ország jelképei közé. Később, 1930-ban a lujáni Szűz (Virgen de Luján), 1942-ben a tarajos korallfa virága (Erythrina crista-galli, ceibo), 1953-ban a lovaspóló (juego del pato), 1956-ban pedig Dél-Amerika őshonos fája, a Schinopsis balansae került fel a nemzeti jelképek listájára. A 2000-es években is tovább bővültek a nemzeti szimbólumok: 2007-ben az úgynevezett pericón argentin néptánc, 2008-ban az ország márka logója, valamint 2013-ban a bor és a mate gyógytea került elfogadásra.
De nemcsak nemzeti szintű jelképek léteznek, hanem az egyes provinciáknak is megvan a saját hivatalos jelképük; ezekben az esetekben a szimbólumokat az egyes joghatóságok törvényhozása fogadja el, a Kongresszus jóváhagyása nem szükséges. A szimbólumok többsége kizárólag Argentínát jelképezi, míg másokat egyes szomszédos országokban is használnak. Ilyen például a Májusi Nap, a közönséges fazekasmadár, és a tarajos korallfa virága, amik egyben Uruguay nemzeti jelképei is, vagy a lujáni Szűz, aki Uruguay és Paraguay védőszentje is.

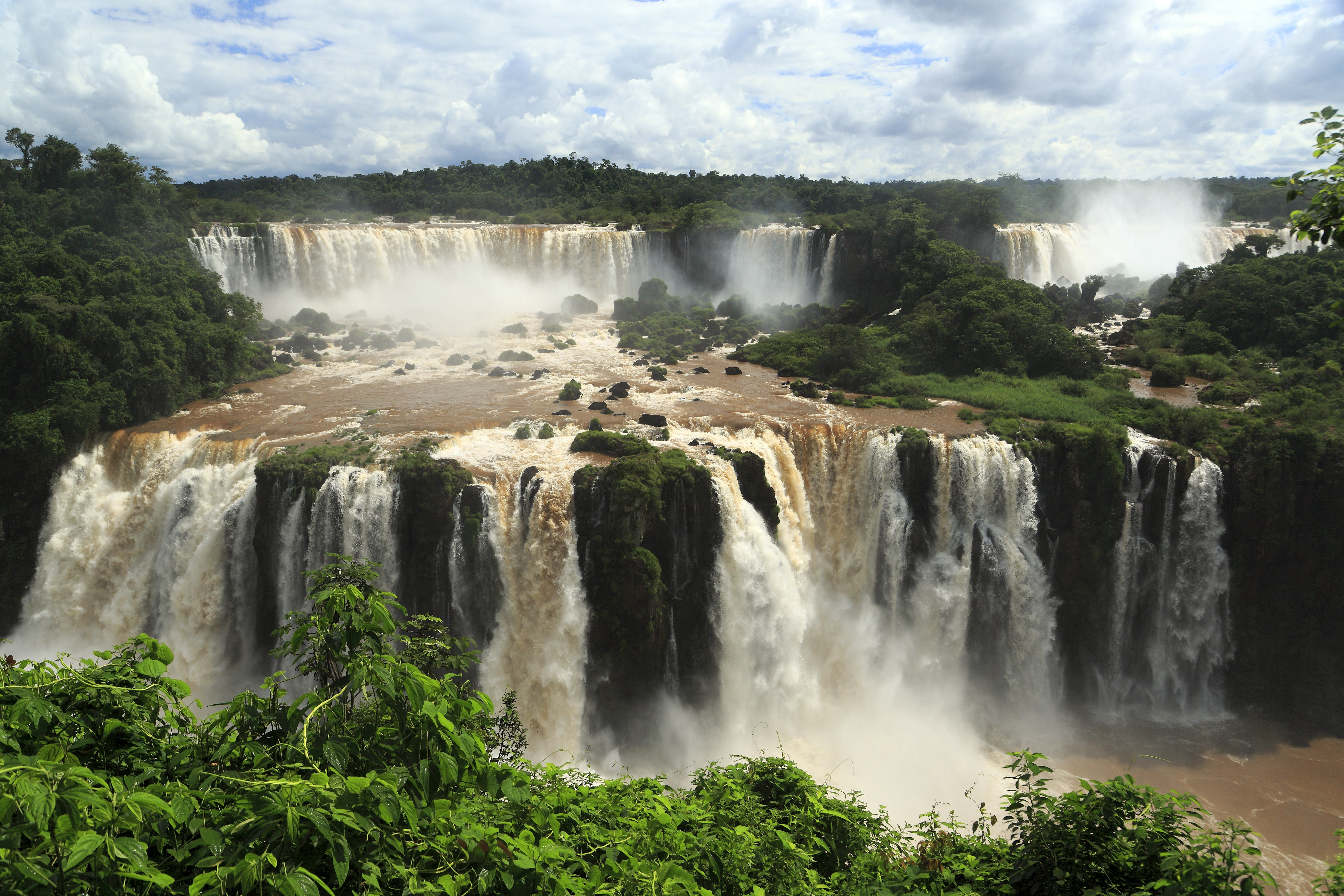
Iguazú-vízesés

Argentínát építészeti és természeti gazdagság jellemzi, amik az állam örökségének részét képezik. Az építészeti örökségek közé tartozik többek között a Plaza de Mayo, ami az azonos nevű forradalom (Revolución de Mayo) helyszíne volt, és ennek eredményeként indult el az Argentin állam megalakulásának folyamata; a La Plata Székesegyház (más néven: Szeplőtelen fogantatás székesegyház; Catedral de la Inmaculada Concepción), ami Dél-Amerika legnagyobb neogótikus temploma, és Latin-Amerika negyedik legmagasabb harangtornyával rendelkezik. Ikonikus emlékmű továbbá a Kavanagh épület (Edificio Kavanagh), ami megépülését követően Dél-Amerika legmagasabb vasbeton épülete volt, és az UNESCO 1999-ben felvette a "modern építészet világörökségének" listájára. A természeti örökségek közé tartozik például a Los Glaciares Nemzeti Park (Parque Nacional Los Glaciares), amit 1981-ben nyilvánítottak a világörökség részévé; az Iguazú-vízesés (Cataratas del Iguazú), amelyet szavazáson választottak a világ hét természeti csodája közé; és az Aconcagua-hegy (Monte Aconcagua), amely a Himalája hegységrendszeren kívül található legmagasabb hegycsúcs. Habár népszerűek és elismertek ezek az építészeti és természeti jelképek, a Kongresszus mégsem tartja őket „hivatalosnak”.

### Művészetek

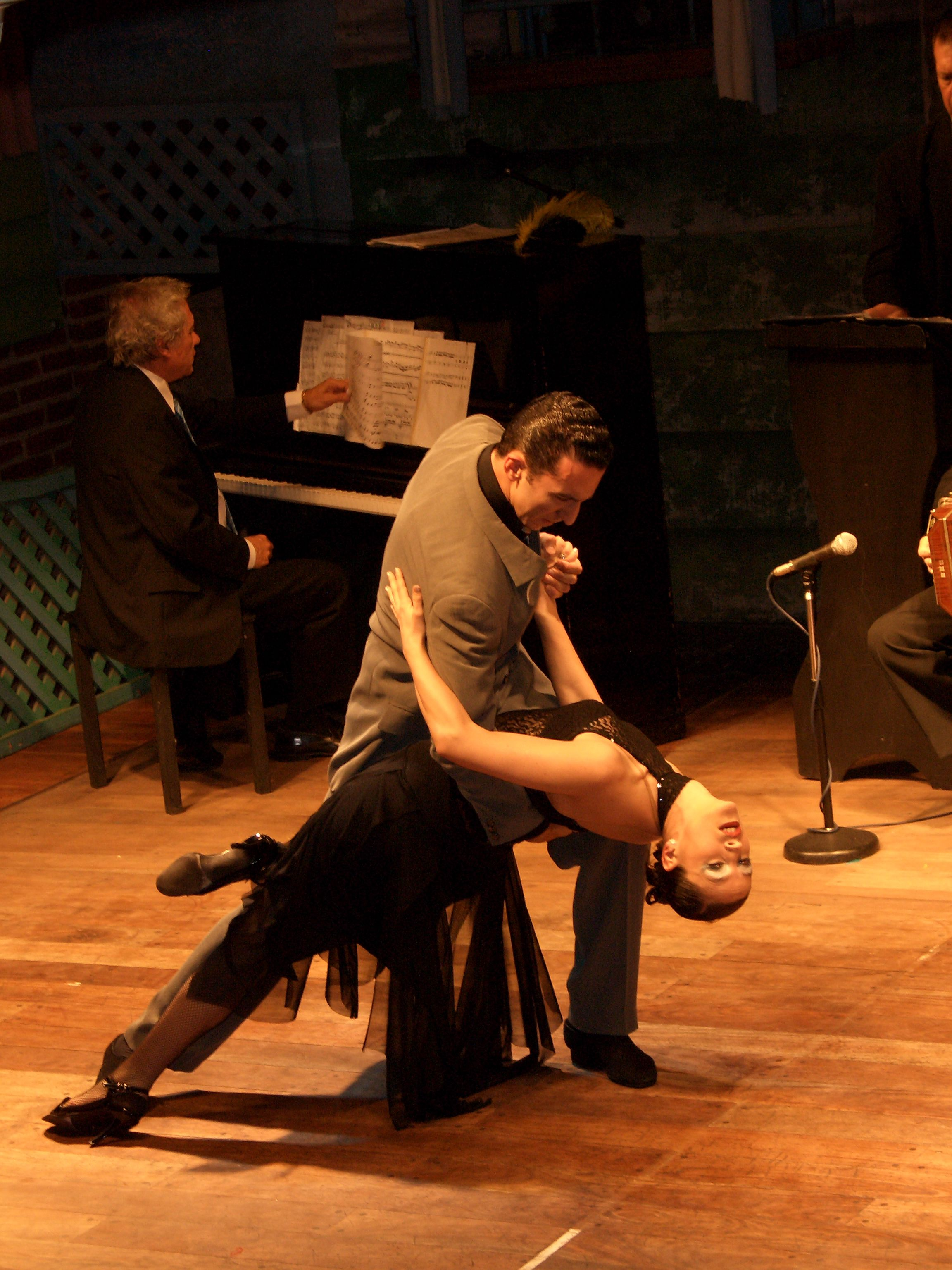
Tangó

- Argentin tangó

### Gasztronómia
Az argentin konyhaművészet kialakulására döntően az őshonos élelmiszerek (pl.: kukorica, burgonya, édesburgonya, manióka, paradicsom, maté) voltak hatással, de emellett más nemzetek ételei és konyhai szokásai is formálták. Fontos megemlíteni például a mai Argentína területére rabszolgaként behurcolt afrikaiak ételeit, ugyanis tőlük ered a belsőségek (például a pacal) fogyasztása, vagy a 19. század végén és a 20. század elején nagy számban érkező spanyol és olasz bevándorlók ételeit, vagy a kreol konyhát, ami elsősorban azokra a térségekre jellemző, melyek korábban európai gyarmatok voltak, és az európaiak magukkal hozták főzési szokásaikat, de később alkalmazkodtak a helyi élelmiszerekhez.
Gasztronómiájának meghatározó tényezője, hogy Argentína a világ egyik legnagyobb mezőgazdasági termelője. Kifejezetten széles az élelmiszer-választék, ami viszonylag alacsony áron elérhető. Az ország nagy búza-, veteménybab-, kukorica-, hús- (különösen marha-) és tejtermelő, valamint az 1970-es évektől szójanagytermelő is, bár utóbbi a lakosság körében nem túl népszerű.
A nagy marhahústermelésnek köszönhetően ez a leginkább fogyasztott élelmiszer az országban, alapanyagként szinte minden ételükben megtalálható. A 20. század elejétől egészen a közelmúltig Argentínában volt a világon a legmagasabb az egy főre jutó marhahúsfogyasztás. Tipikus argentin étel az asado vagy más néven a parrillada, ami parázson grillezett hús és marhabelsőség; az empanada, ami hússal vagy zöldségekkel és egyéb finomságokkal töltött, olajban kisütött tészta; a tamale, ami kukoricacsuhéba vagy banánlevélbe csomagolt masa tésztába (speciális dél-amerikai kukoricaliszt) töltött hús, zöldségek, chili vagy gyümölcsök. A tamaléhoz hasonló étel az humita, ami szintén kukoricacsuhéba csomagolt masa tészta, de régiótól függően friss kukorica, pirított hagyma, tök, paradicsom és fűszerek találhatók benne. Népszerű étel továbbá a sűrű, levesszerű locro, aminek elkészítésére többféle recept létezik, de alapja a bab, a tök, a fehér kukoricaszem és a hús. A patasca leves, aminek alapját a hamuval vagy mésszel forralt fehér kukoricaszemek adják, és végül a calapurca, ami búzából vagy kukoricából, marhahúsból, hagymából, chiliből főzött leves, és különlegessége, hogy forró kövekkel tálalják, mely jellegzetes sült ízt ad neki. A szomszédos országokhoz hasonlóan itt is nagyon gyakori a chorizo szendvics, az úgynevezett choripán fogyasztása.
A hatalmas búzatermelésnek köszönhetően a kenyérfélék is népszerűek, a leggyakoribb a fehér búzakenyér. A búzatermelés nagyrészt megmagyarázza bizonyos ételek sikerét, melyek a nagy olasz bevándorlás által terjedtek el, mint például a rendkívül népszerű argentin pizza, melynek tésztája jellemzően vastagabb az olasznál.
Meghatározó továbbá a tej termelése és fogyasztása, hiszen évente körülbelül 240 litert fogyaszt egy átlagos argentin. Mivel nagy mennyiségben termelnek tejet, az egyéb tejtermékek is népszerűek. Nagy mennyiségben fogyasztanak például sajtot (az országnak 8 saját sajtféléje van) vagy dulce de lechet, ami nádcukorral készült karamellizált tejkrém.
Az édességek közül széles körben fogyasztott az alfajor, melynek több változata is létezik, de lényegében egy omlós keksz, dulce de lechével. Népszerű édesség a fagylalt is, különösen az olasz típusú, habár a gyarmati kor óta a sörbet is igen kedvelt fagylaltféle. Manapság az ország északnyugati részén gyakran fogyasztott az alfeñique, színes koponya formájú édesség.
Nemcsak Argentínában, de a szomszédos országokban is jellegzetes ital a maté leveleiből készült főzet, aminek eredete egészen a kontinens felfedezése előtti időkig nyúlik vissza. A maté teaként is elkészíthető. A brit bevándorlásnak köszönhetően széles körben fogyasztanak klasszikus teát is, de az ősi hagyományokból eredő különféle gyógynövényekből készült teák úgyszintén népszerűek, mint például a boldó és a peperina, melyek jótékony hatással vannak az emésztőrendszerre. Az országba a spanyol gyarmatosítók hozták magukkal a kávéfogyasztás szokását, és ennek hatására terjedtek el a kávézók is, amik felkapott találkozóhelyekké váltak. A különféle csokoládés italok fogyasztása szintén a gyarmatosítás hatása.
Az alkoholos italok közül kiemelkedik a bor, hiszen Argentína a világ 5. legnagyobb bortermelője. Főleg Mendozában, San Juanban és a Kordillerák hegységnél fekvő tartományokban termelnek borokat. Az ország jellegzetes borai közül kiemelkedik a Malbec. Egyes alkoholos italok főleg az északi vidéki területeken ismertek, mint a caña, vagy azok, melyek eredete egészen a kontinens felfedezése előtti időkre nyúlik vissza, mint az aloja, a chicha (kukoricából erjesztett ital) és a guarapo.
A klasszikus argentin reggeli része a vajas kenyér valamilyen édes feltéttel, egy pohárka kávéval és tejjel, alkalmanként maté gyógyteával; de utóbbi általában teljesen felváltja a reggelit. Általában 21 óra után vacsoráznak. Hagyomány, hogy az argentinok vasárnap ebédre összeülnek a családdal vagy a barátokkal és valamilyen grillételt vagy tésztafélét esznek.
Az argentin gasztronómiában nemcsak a regionális különbségek érezhetők, de nagyon fontos eltérések mutatkoznak az egyértelműen városi, a kevésbé városias, és a hagyományokat jobban őrző vidéki területek, illetve a különböző társadalmi-gazdasági rétegek konyhaművészete között is. Bár általában négy fő régióra szokás osztani Argentínát, vannak az egész országban tipikusnak tekinthető ételek, mint az asado, a chimichurri fűszeres mártás, a churrasco jókora szelet marhahús, a milanesa rántott marhahús, a dulce de leche, az empanadas, vagy a rizses húshoz hasonló guiso de arroz és a matétea (különösen a keserű).

## Turizmus

### Látnivalók
- Buenos Aires: Rengeteg szórakozóhellyel van tele a város. Vásárlónegyed a Avenida Santa Fe. A Metropolitana katedrálisban José de San Martin sírja található. A Teatro Colón a város operaháza. A főváros leghíresebb múzeumai a Szépművészeti Múzeum, a Történeti Múzeum és a Museo del Cine.
- Mar del Plata: A fővárostól 400 km-re található tengerpart.
- Córdoba: Az ország második legjelentősebb városa. Nevezetesek a piacok, a jezsuita Iglesia de la Compania és a Museo Historicao Provincial Marques de Sobremonte.
- Iguazú Nemzeti Park: Puerto Iguazu közelében folyik össze az Iguazú és a Paraná folyó. Ettől keletre található maga a vízesés, melyen másodpercenként 70 méter magasságból 5000 köbméter víz zúdul alá. Sportközpontnak számít.
- Los Glaciares Nemzeti Park: egyik legjelentősebb nemzeti parkja Santa Cruz tartományban, Patagóniában. 1981 óta a Világörökség része.
- Ushuaia: Általában ezt tekintik a világ legdélebbi városának. Tűzföld fő szigetének a déli partján, egy öbölben fekszik. Északról a Martial-hegység öleli körül, délről pedig a Beagle-csatorna vize határolja.
- Nahuel Huapí-tó
- Humahuaca völgye (La Quebrada de Humahuaca)

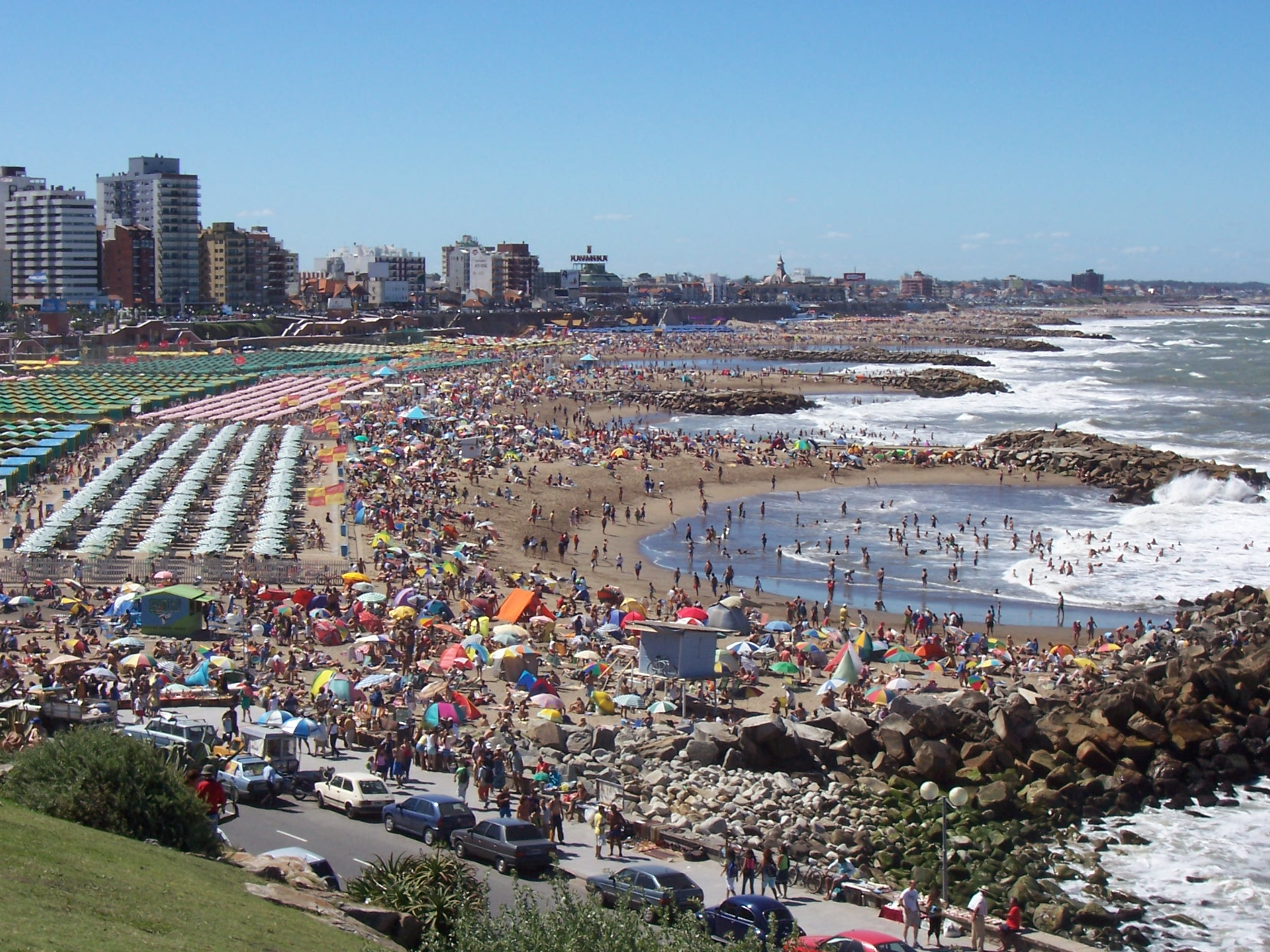
Mar del Plata strandja a főszezonban
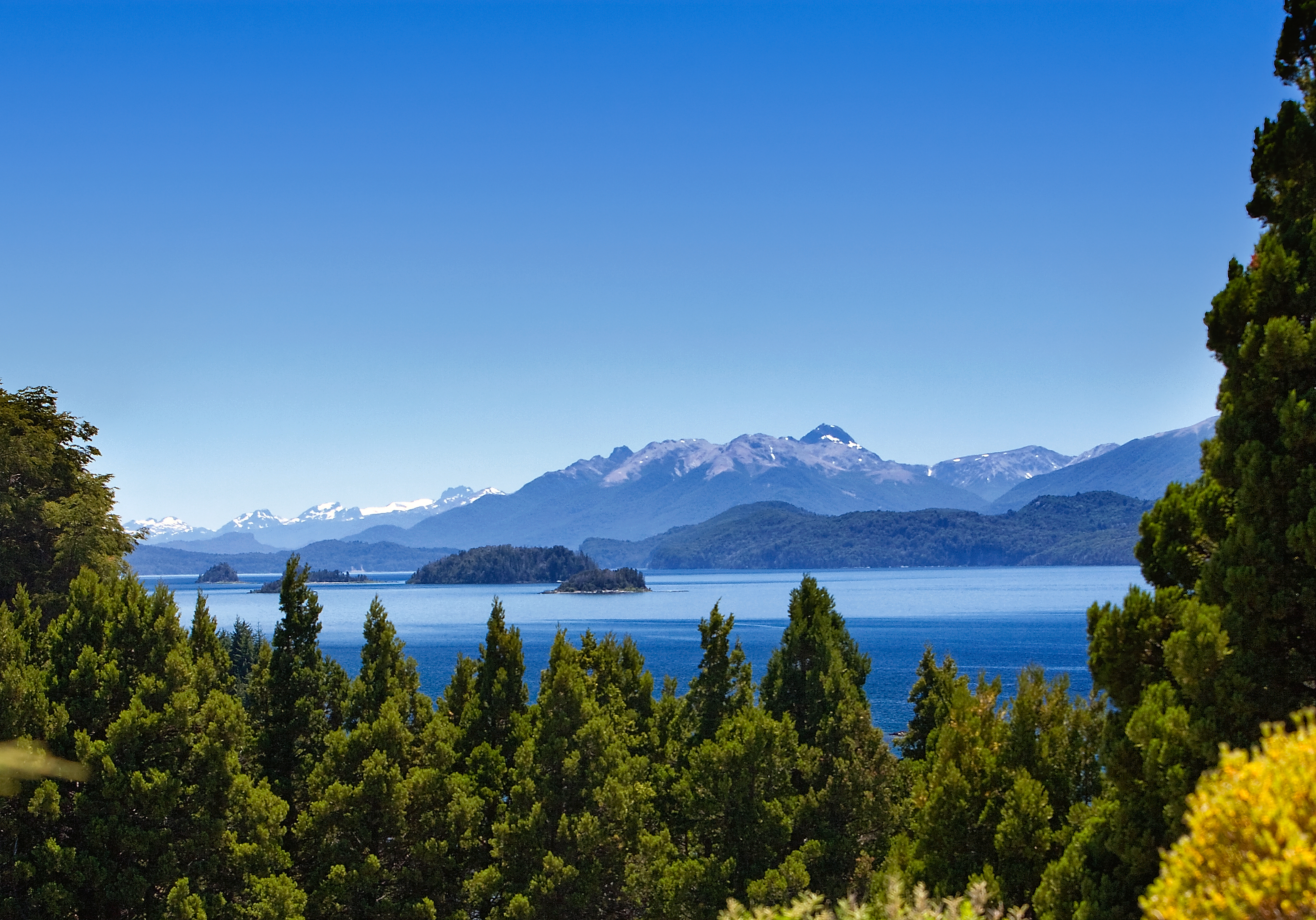
Nahuel Huapí-tó és környéke
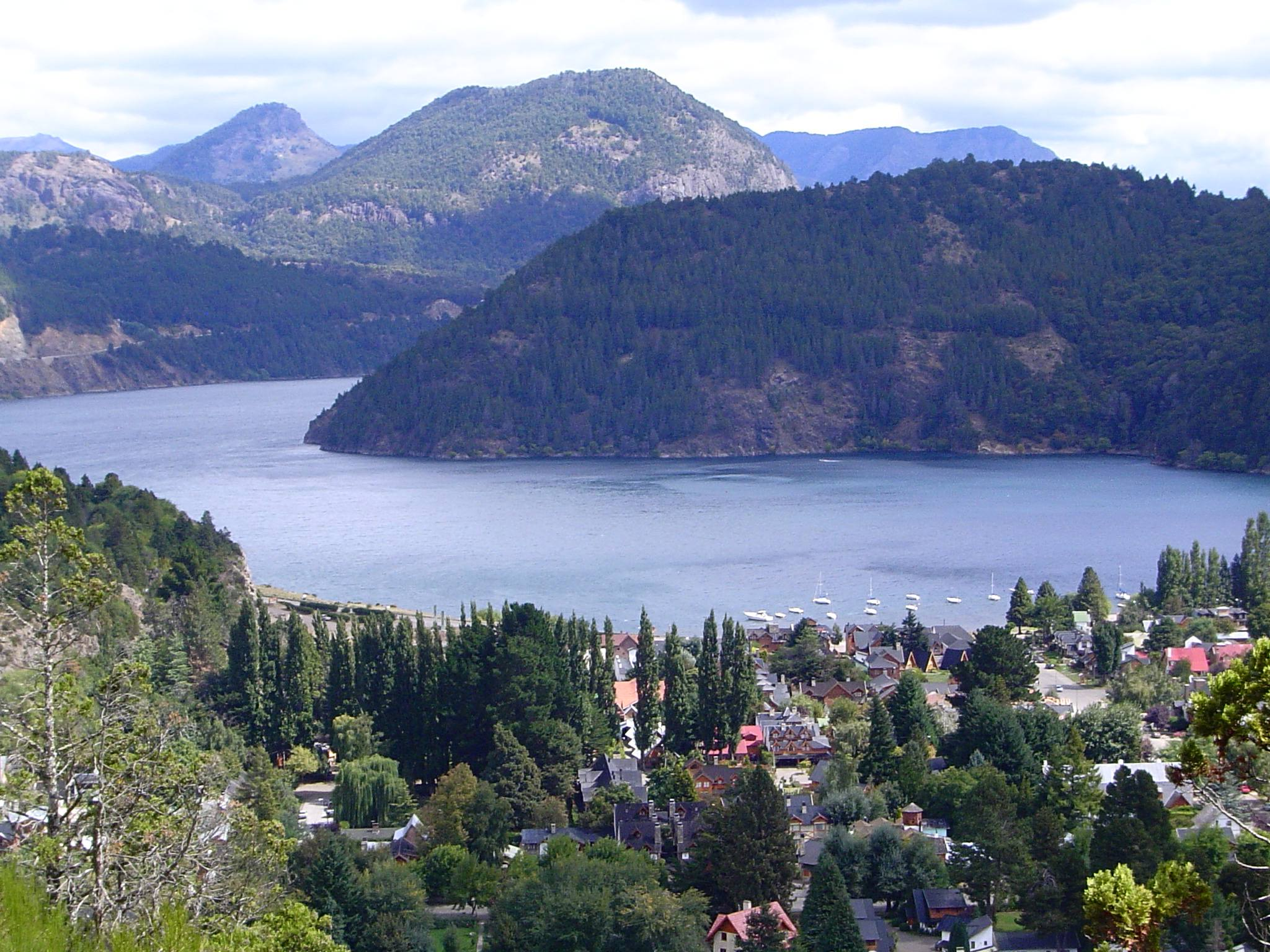
San Martín de los Andes
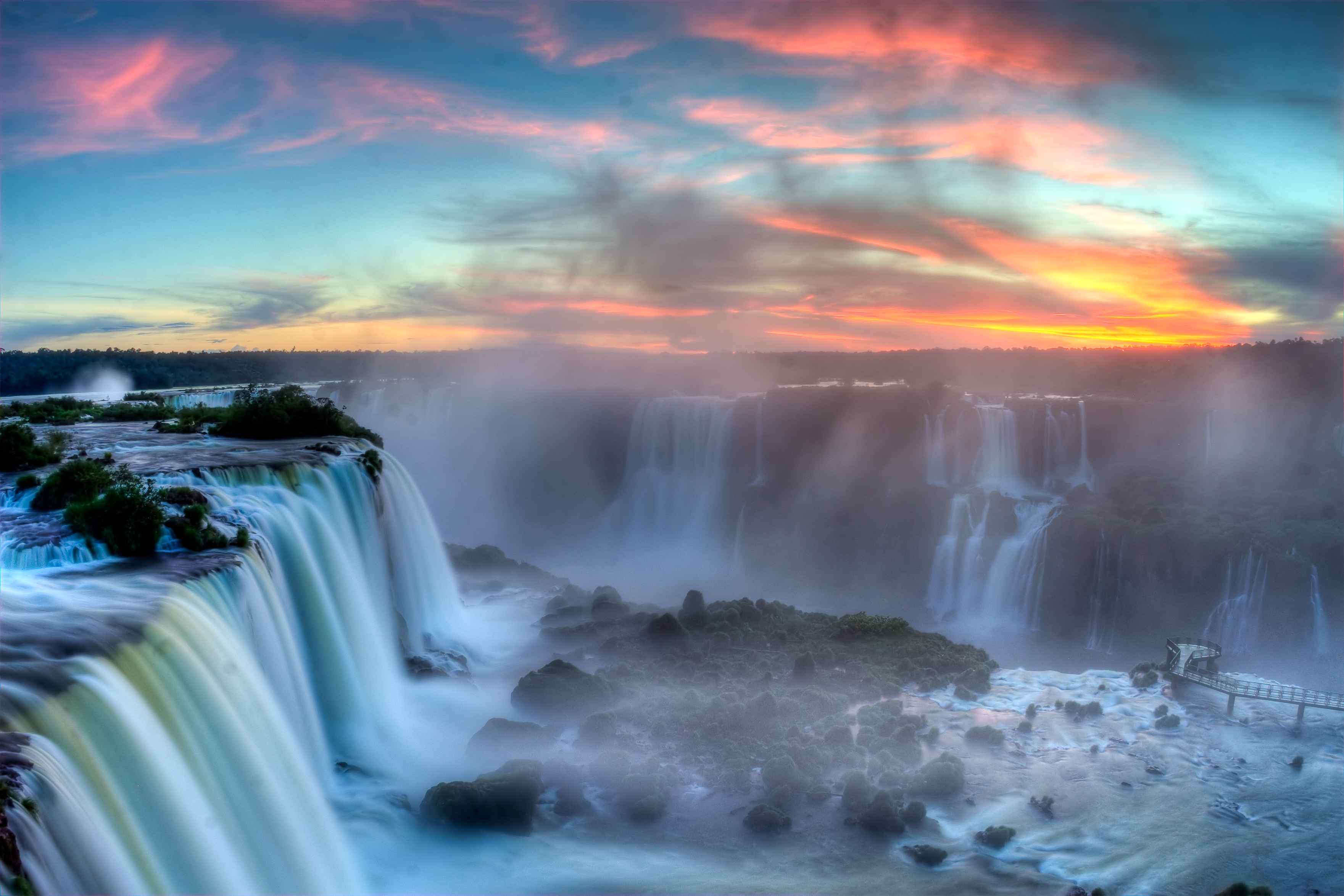
Iguazú-vízesés
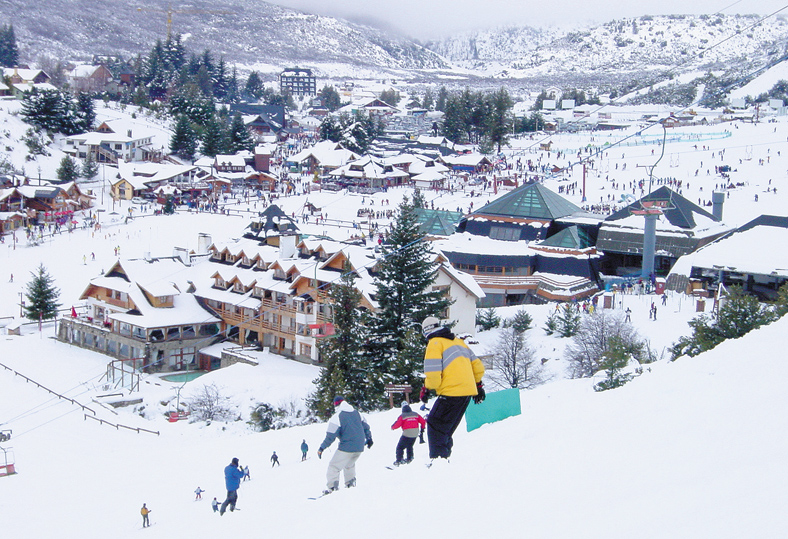
Sípálya a Nahuel Huapí Nemzeti Parkban
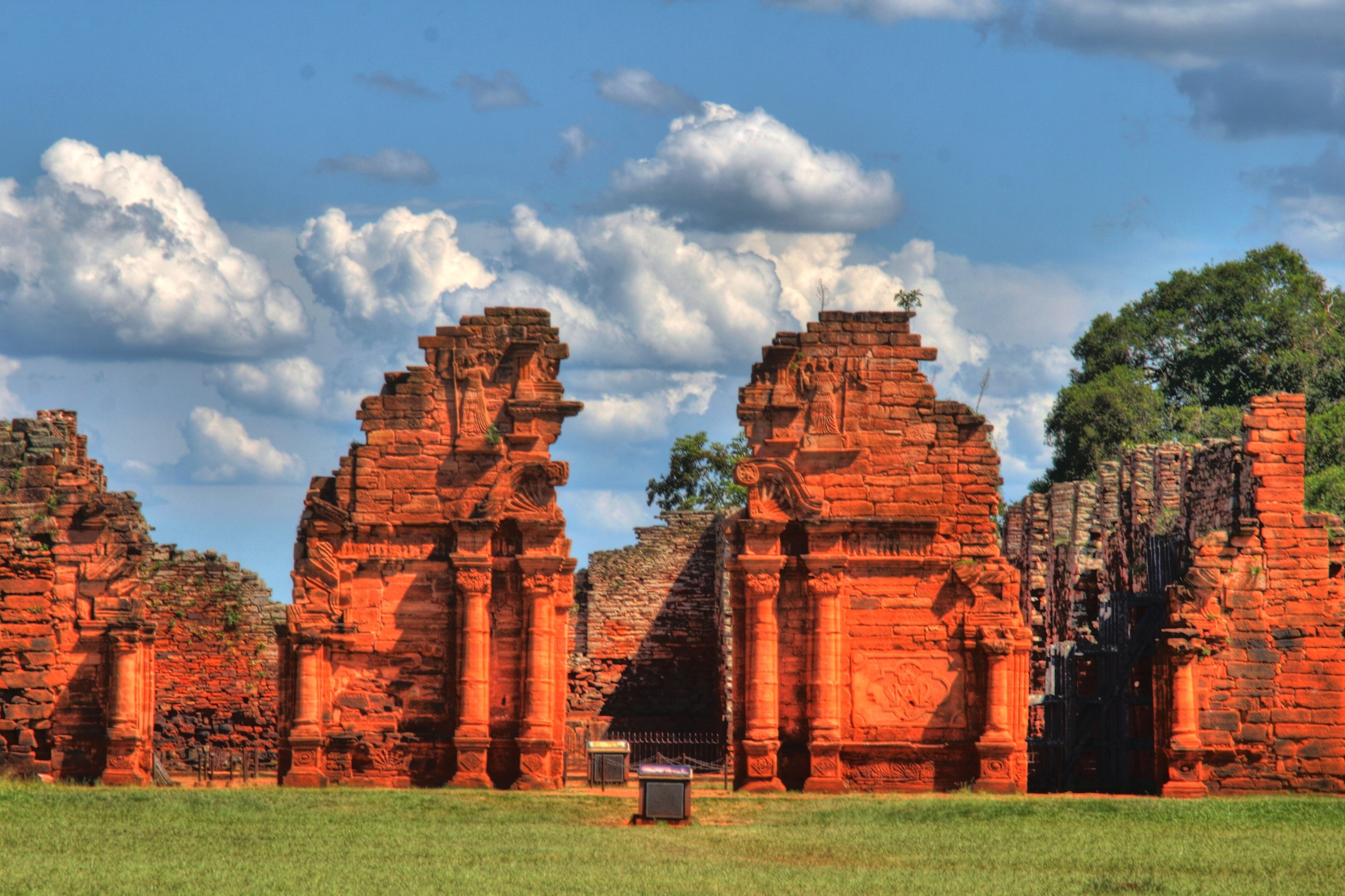
Jezsuita misszió romjai, San Ignacio Miní
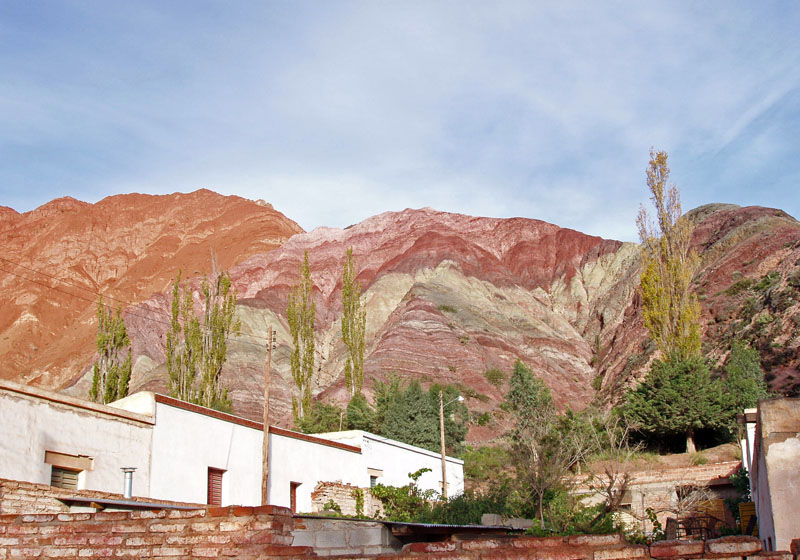
Quebrada de Humahuaca
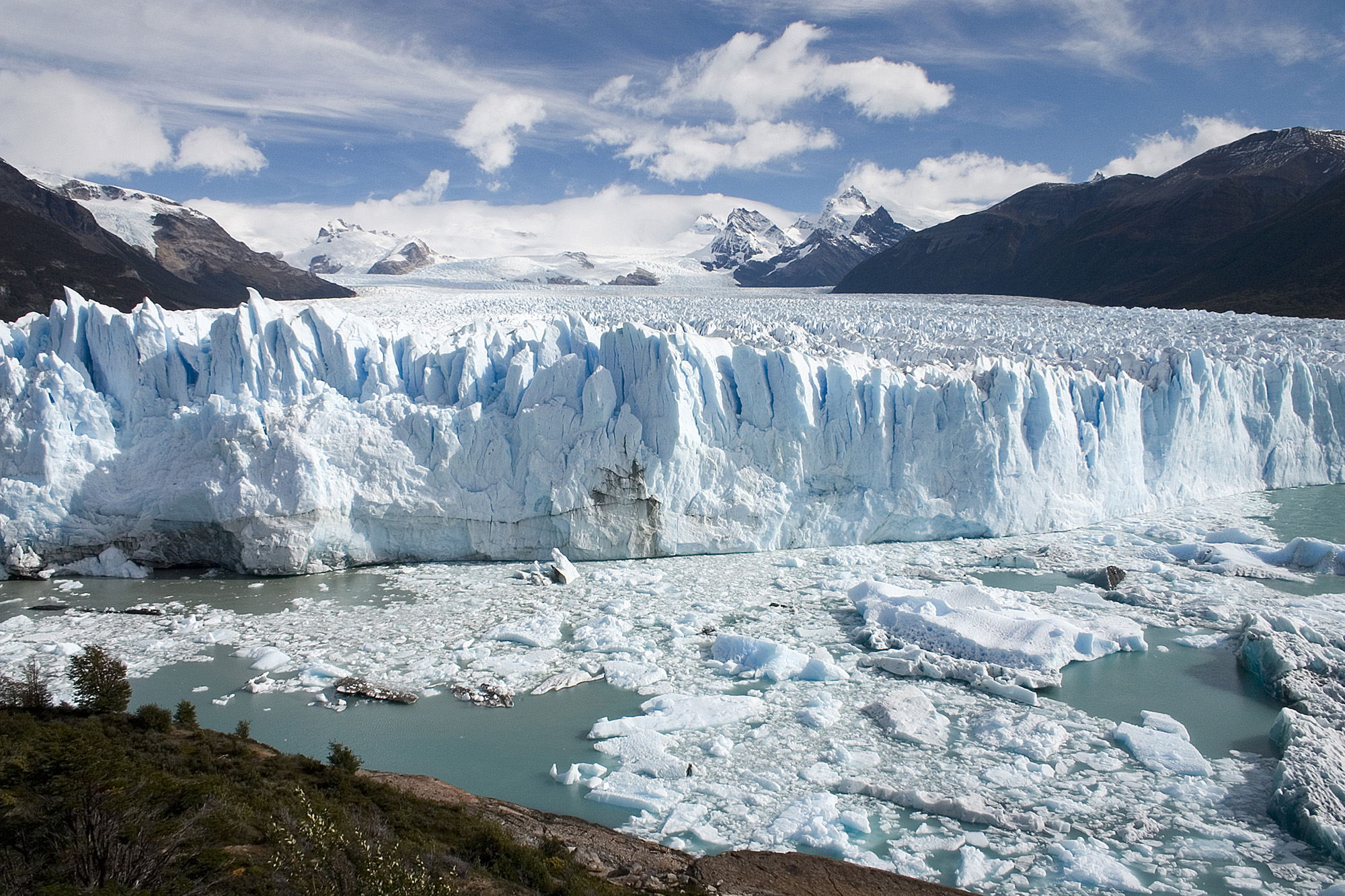
Los Glaciares Nemzeti Park

### Oltások
Javasolt oltás bizonyos területekre utazó turistáknak:
- Hastífusz
- Hepatitis A (az egész országban magas a fertőzésveszély)
- Hepatitis B (az egész országban magas a fertőzésveszély)
- Veszettség
- Malária elleni gyógyszer (Bolívia, Paraguay, és Argentína határainál nagy a kockázata a megbetegedésnek).

## Sport

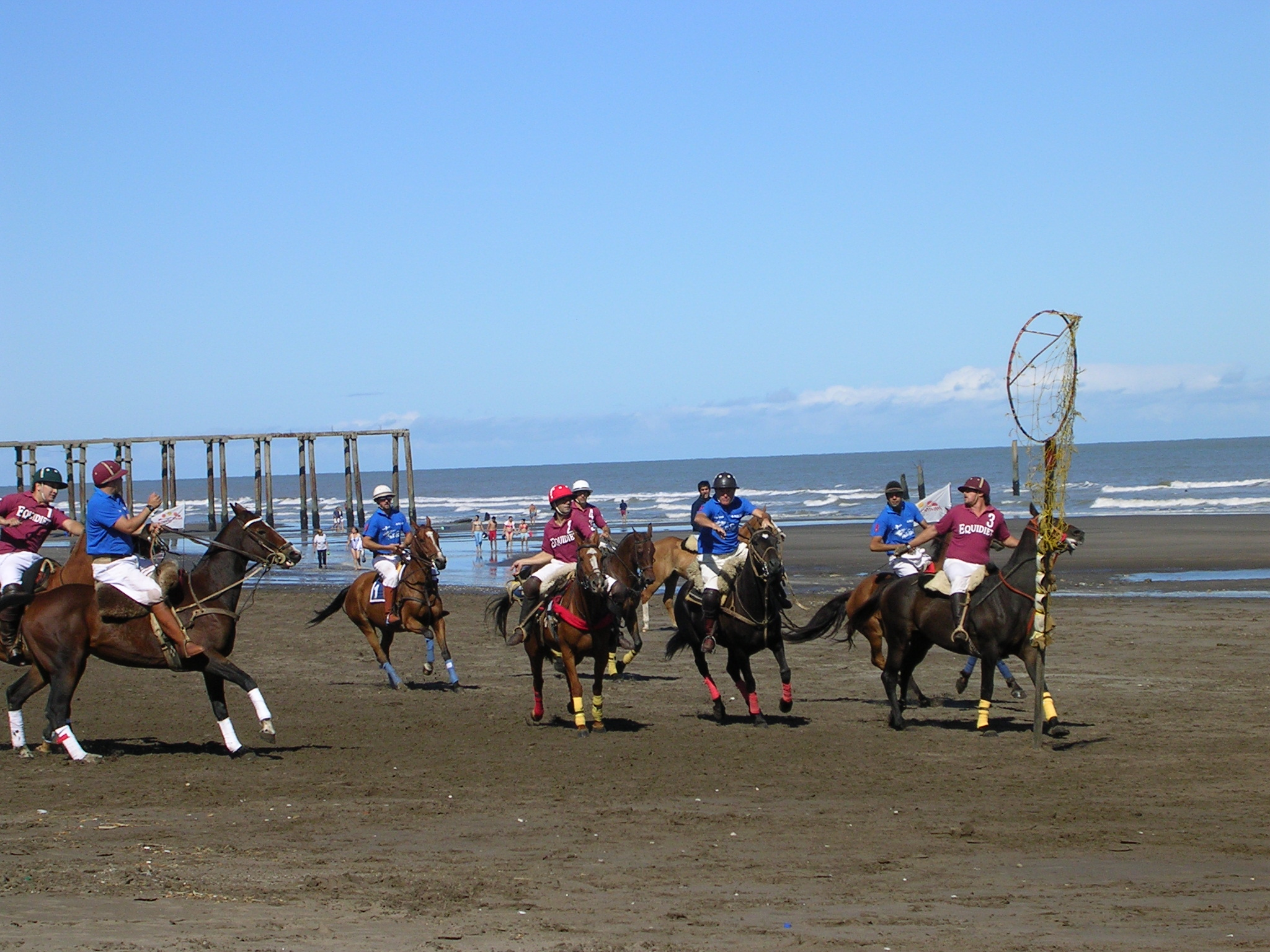
A pato nemzeti sport, amely a lovaspóló és a kosárlabda keveréke

- Kosárlabda
- Lovaspóló
- Rögbi
- Gyeplabda
- Tenisz
- Ökölvívás
- Autóversenyzés

### Labdarúgás
A labdarúgás az ország legnépszerűbb sportága és egyben része az argentin kultúrának. Az argentin labdarúgó-válogatott 1978-ban, 1986-ban és 2022-ben volt világbajnok, a nyári olimpiai játékokon pedig további két alkalommal szerzett aranyérmet, 2004-ben és 2008-ban.

### Nemzetközileg ismert sportolók
- Sergio Agüero (labdarúgás)
- Gabriel Batistuta (labdarúgás)
- Claudio Caniggia (labdarúgás)
- Hernán Crespo (labdarúgás)
- Ángel Di María (labdarúgás)
- Alfredo Di Stéfano (labdarúgás)
- Ubaldo Fillol (labdarúgás)
- Sergio Goycochea (labdarúgás)
- Gonzalo Higuaín (labdarúgás)
- Mario Kempes (labdarúgás)

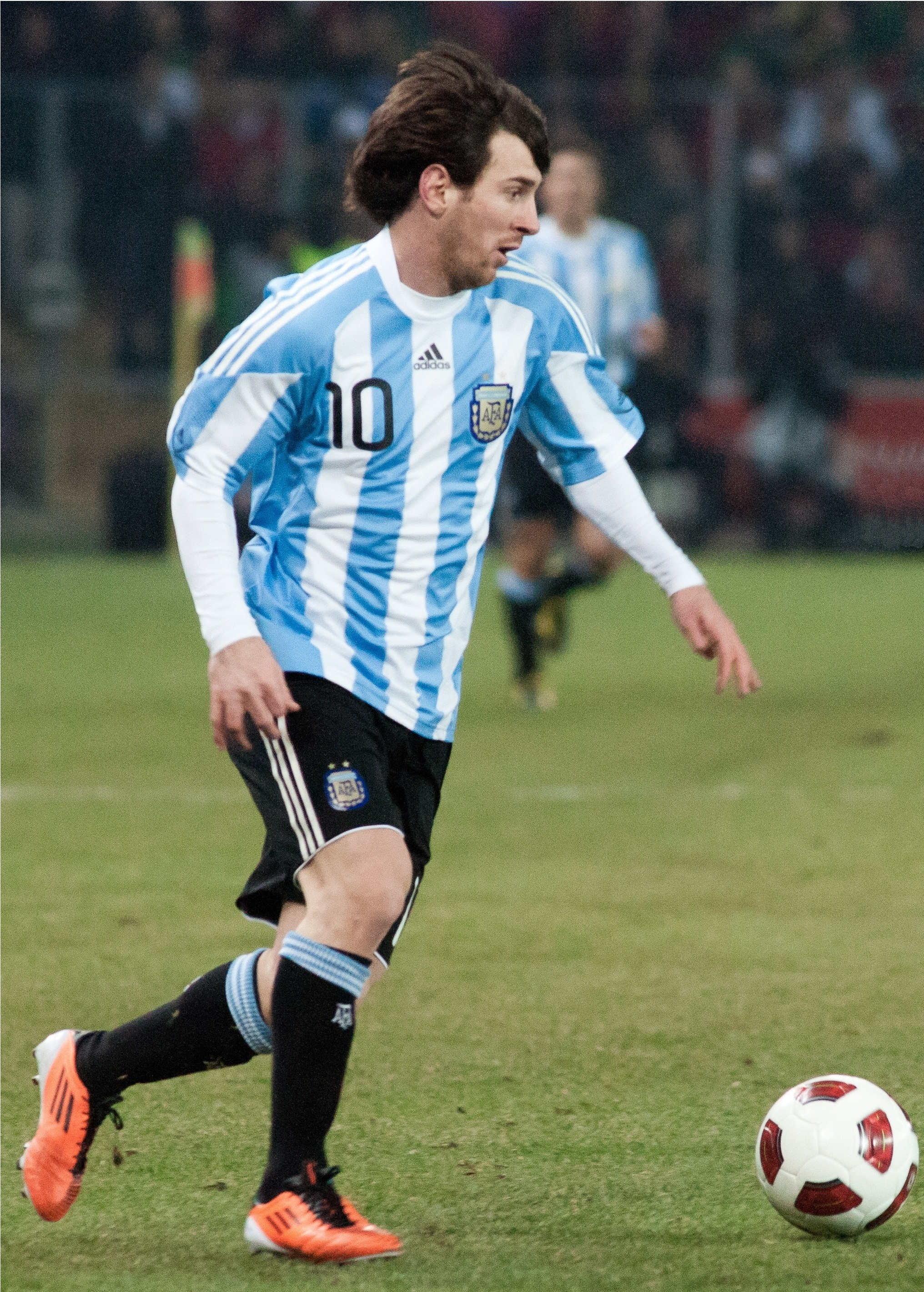
Lionel Messi

- Diego Armando Maradona (labdarúgás)
- Javier Mascherano (labdarúgás)
- Lionel Andrés Messi (labdarúgás)
- Ariel Ortega (labdarúgás)
- Javier Saviola (labdarúgás)
- Diego Simeone (labdarúgás)
- Guillermo Stábile (labdarúgás)
- Carlos Tévez (labdarúgás)
- Juan Sebastián Verón (labdarúgás)
- Javier Zanetti (labdarúgás)
- Juan Martín del Potro (tenisz)
- Gisela Dulko (tenisz)
- David Nalbandian (tenisz)
- Gabriela Sabatini (tenisz)
- Guillermo Vilas (tenisz)
- Carlos Delfino (kosárlabda)
- Emanuel Ginóbili (kosárlabda)
- Luciana Aymar (gyeplabda)
- Carla Rebecchi (gyeplabda)
- Juan Manuel Fangio (autóversenyzés)
- Carlos Reutemann (autóversenyzés)

### Olimpia
Argentína az olimpiai játékokon tizenhétszer aratott győzelmet eddig. Legeredményesebb sportága az ökölvívás.

## Időzóna
2008. október 19-étől a keleti tartományokban és a fővárosban előreállítják az órákat a nyári időszakban (október végétől március közepéig), a nyugati tartományokban viszont nem változtatnak rajta.

## Ünnepek
| Dátum           | spanyol neve                                              | magyar neve                                              |
| --------------- | --------------------------------------------------------- | -------------------------------------------------------- |
| január 1.       | Año nuevo                                                 | Újév                                                     |
| március 24.     | Día Nacional de la Memoria por la Verdad y la Justicia    | 1976-os katonai puccs emléknapja                         |
| tavasz          | Viernes Santo                                             | Nagypéntek                                               |
| tavasz          | Pascuas                                                   | Húsvét                                                   |
| április 2.      | Día del Veterano y de los Caídos en la Guerra de Malvinas | Malvinasi veteránok és áldozatok napja                   |
| május 1.        | Día del Trabajador                                        | a Munka ünnepe                                           |
| május 25.       | Primer Gobierno Patrio                                    | az Első Nemzeti Kormány megalakulása                     |
| június 20.      | Día de la Bandera                                         | a Zászló napja                                           |
| július 9.       | Día de la Independencia                                   | a Függetlenség Napja                                     |
| augusztus 17.   | Paso a la Inmortalidad del General José de San Martín     | José de San Martín emléknapja                            |
| szeptember 11.  | Día del Maestro                                           | a Tanár Napja Domingo Faustino Sarmiento halálának napja |
| október 12.     | Día de la Raza                                            | Amerika felfedezésének ünnepe                            |
| december 8.     | Inmaculada Concepción de María                            | Mária szeplőtelen fogantatása                            |
| december 25–26. | Navidad                                                   | Karácsony                                                |

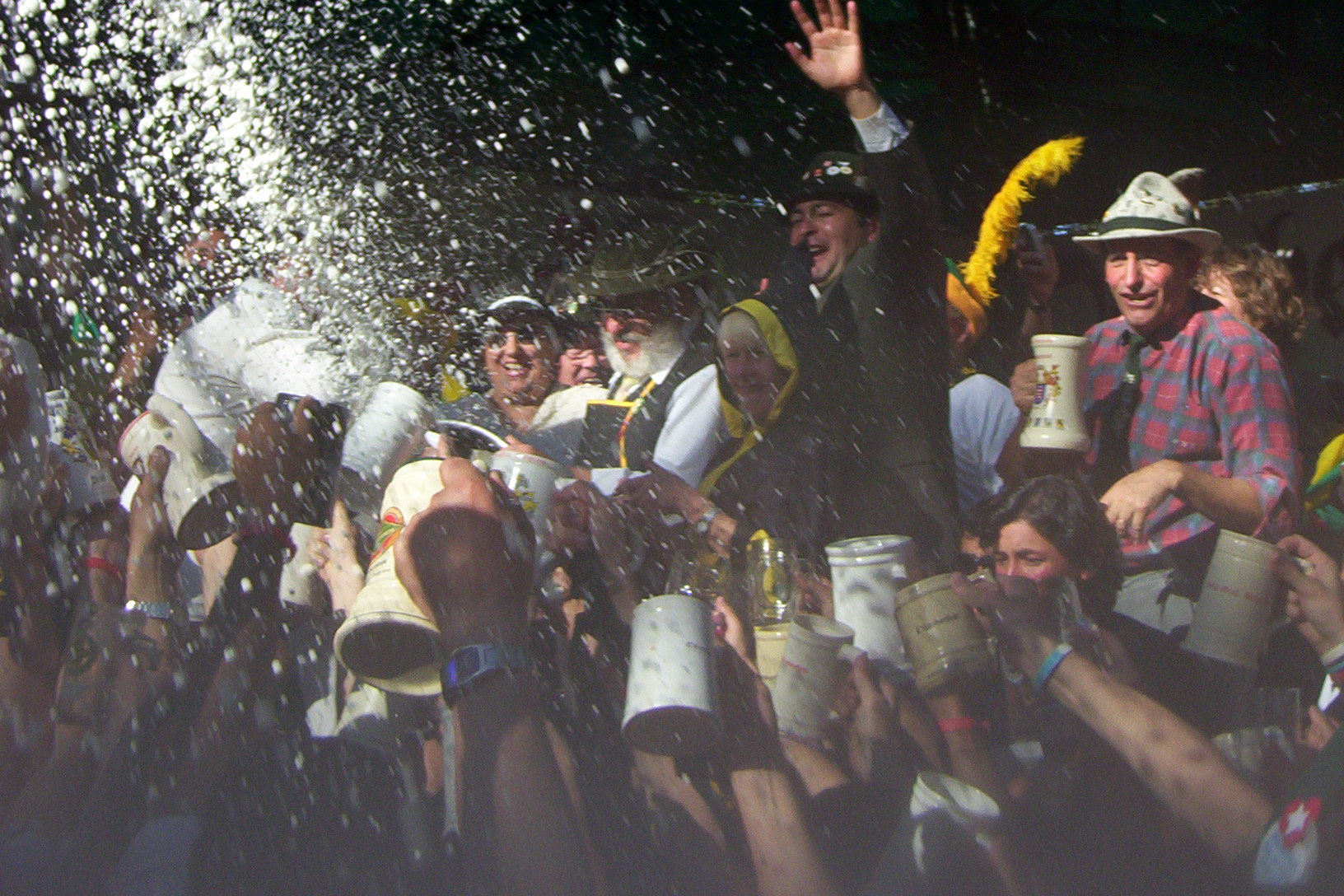
Fiesta Nacional de la Cerveza, a német Oktoberfest argentin megfelelője

Az ünnepek egy része Argentínában állandó időpontú, más részük áthelyezhető. Az előbbiek közé tartozik az újév (Año Nuevo), a Nagypéntek (Viernes Santo), május 1., a munka ünnepe (Dia del Trabajo), május 25., az Első Nemzeti Kormány évfordulója (Primer Gobierno Patrio), július 9., a Függetlenség Napja (Dia de la Independencia), december 8, Mária szeplőtelen fogantatásának napja (Día de la Inmaculada Concepción) és a Karácsony (Navidad).
Az áthelyezhető (trasladables) ünnepekhez tartozó munkaszüneti napot mindig hétfőn tartják. Ha az ünnep keddre vagy szerdára esik, akkor a megelőző hétfőn, ha csütörtökre vagy péntekre, akkor a következő hétfőn.

## Fordítás
- Ez a szócikk részben vagy egészben  az   Argentina című spanyol Wikipédia-szócikk ezen változatának fordításán alapul.  Az eredeti cikk szerkesztőit annak laptörténete sorolja fel. Ez a jelzés csupán a megfogalmazás eredetét és a szerzői jogokat jelzi, nem szolgál a cikkben szereplő információk forrásmegjelöléseként.